# I liga argentyńska w piłce nożnej (1988/1989)
Mistrzem Argentyny w sezonie 1988/89 został klub Independiente, natomiast wicemistrzem Argentyny – Boca Juniors.
Do Copa Libertadores zakwalifikowały się następujące kluby:
- Copa Libertadores 1989:
  - Racing Club de Avellaneda (mistrz Apertura)
  - Boca Juniors (wicemistrz Apertura)
- Copa Libertadores 1990:
  - Independiente (mistrz Argentyny)
  - River Plate (zwycięzca pojedynku między mistrzem turnieju Liguilla Pre Libertadores a mistrzem turnieju Liguilla Clasificación)

Tabela spadkowa zadecydowała o tym, które kluby spadną do drugiej ligi (Primera B Nacional Argentina). Do drugiej ligi spadły dwa ostatnie w tabeli kluby – San Martín Tucumán i Armenio Buenos Aires. Na ich miejsce awansowały dwa kluby z drugiej ligi – Unión Santa Fe i Chaco For Ever Resistencia.

## Primera división 1988/1989

### Kolejka 1
| Data             | Mecz |
| ---------------- | --- |
| 11 września 1988 | San Martín Tucumán – Instituto Córdoba 2:0 José E. Campos (2) |
| 11 września 1988 | Ferro Carril Oeste – Newell’s Old Boys 0:0, karne 3:1 karne: Fabián L. Itabel (+), Daniel O. Fernández (+), Oscar R. Acosta (+), Héctor D. Miranda (obronił Norberto H. Scoponi) – Darío J. Franco (+), Sergio O. Almirón (obronił Alberto P. Vivalda), Gerardo D. Martino (obronił Alberto P. Vivalda), Víctor R. Ramos (-)    |
| 11 września 1988 | Racing Córdoba – Gimnasia y Esgrima La Plata 2:1 Juan R. Comas (2) – Miguel A. Gambier |
| 11 września 1988 | San Lorenzo de Almagro – Racing Club de Avellaneda 0:2 Rubén W. Paz Márquez, Walter R. Fernández mecz rozegrany został na stadionie klubu CA Huracán |
| 11 września 1988 | Boca Juniors – Armenio Buenos Aires 0:1 Sergio S. Maciel |
| 11 września 1988 | CA Platense – River Plate 2:1 Marcelo F. Espina, Ariel E. Boldrini – Ramón M. Centurión mecz rozegrany został na stadionie klubu CA Vélez Sarsfield |
| 11 września 1988 | Independiente – CA Vélez Sarsfield 1:0 Néstor R. Clausen |
| 11 września 1988 | Estudiantes La Plata – Deportivo Español 0:1 José A. Batista González |
| 11 września 1988 | Rosario Central – Argentinos Juniors 2:4 Claudio A. Scalise, Carlos J. Mac Allister s – Oscar A. Dertycia, Carlos A. Carrió, Osvaldo G. Rodríguez, Ramiro Castillo Salinas |
| 11 września 1988 | Talleres Córdoba – Deportivo Mandiyú 1:1, karne 4:2 José M. Vieta – Pablo O. Quiroga karne: José L. Pochettino (+), César Zabala Fernández (+), Humberto A. Váttimos (+), Antonio Apud (+) – Pedro D. Barrios Delgado (+), Alfredo O. Urbina (+), Rubén M. Ruiz Díaz (-), Daniel Martínez Tapi (-), Wilmar R. Cabrera Sappa (-) |

### Kolejka 2
| Data             | Mecz |
| ---------------- | --- |
| 14 września 1988 | Racing Club de Avellaneda – Racing Córdoba 3:1 Ramón I. Medina Bello, Carlos I. Olarán, Leonardo F. Costas – Juan R. Comas |
| 18 września 1988 | Talleres Córdoba – San Martín Tucumán 1:0 Emilio N. Commisso |
| 18 września 1988 | Deportivo Mandiyú – Rosario Central 1:1, karne 3:1 Wilmar R. Cabrera Sappa – Claudio A. Scalise mecz rozegrany został na stadionie klubu Huracán Corrientes karne: Alfredo O. Urbina (+), Daniel Martínez Tapi (+), Pablo O. Quiroga (+), Pedro D. Barrios Delgado (obronił Alejandro F. Lanari), Daniel O. Leani (-) – José D. Di Leo (+), Jorge M. Díaz (obronił Rubén O. Cousillas), Ariel R. Cuffaro Russo (obronił Rubén O. Cousillas), David C. N. Bisconti (obronił Rubén O. Cousillas) |
| 18 września 1988 | Argentinos Juniors – Estudiantes La Plata 4:1 Ramiro Castillo Salinas, Carlos A. Ereros (2), Oscar A. Dertycia – José D. Ponce (k) mecz rozegrany został na stadionie klubu Ferro Carril Oeste |
| 18 września 1988 | Deportivo Español – Independiente 2:2, karne 11:12 Jorge A. Ortega, José L. Rodríguez – Elvio Vázquez, Rubén D. Insúa karne: Rafael A. Luongo (2), José A. Batista González (2), Germán R. Martelotto (+), Esteban F. González (+), Jorge A. Ortega (+), Julio C. Gaona (+), Luis A. Correa (+), Sergio A. Zanetti (+), Pedro Catalano (+), José L. Rodríguez (2 razy obronił Sergio B. Vargas), Juan C. Segovia (obronił Sergio B. Vargas) – Elvio Vázquez (2), Rubén D. Insúa (2), Sergio C. Merlini (2), Guillermo D. Ríos (+), José M. Bianco (+), Hugo E. Villaverde (+), Martín F. Ubaldi (+), Mario H. Lobo (+), Sergio B. Vargas (+), Ricardo O. Giusti (obronił Pedro Catalano), Juan C. Erba (-) |
| 18 września 1988 | CA Vélez Sarsfield – CA Platense 1:2 Walter A. Capozucchi s – Néstor A. De Vicente, Claudio A. Spontón |
| 18 września 1988 | River Plate – Boca Juniors 0:2 Walter O. Perazzo Otero, Alfredo O. Graciani |
| 18 września 1988 | Armenio Buenos Aires – San Lorenzo de Almagro 1:3 Sergio S. Maciel (k) – Néstor R. Gorosito, Daniel H. Ahmed, Alfredo O. Rifourcat mecz rozegrany został na stadionie klubu CA Platense |
| 18 września 1988 | Gimnasia y Esgrima La Plata – Ferro Carril Oeste 3:2 Sergio O. Saturno, Carlos G. Russo, Sergio D. Dopazzo – Víctor H. Marchesini, Fabián L. Itabel |
| 18 września 1988 | Newell’s Old Boys – Instituto Córdoba 1:1, karne 6:5 Juan J. Rossi (k) – Armando J. Dely Valdez karne: Sergio O. Almirón (+), Víctor R. Ramos (+), Jorge W. Theiler (+), Jorge R. Pautasso (+), Roberto N. Sensini (+), Juan M. Llop (+), Juan J. Rossi (obronił Benito R. Álvarez), Miguel A. Fullana (-) – Ariel O. Cozzoni (+), Osvaldo M. Márquez (+), Julián E. Infantino (+), Ricardo D. Kuzemka (+), Enrique R. Nieto (+), Armando J. Dely Valdés (-), José D. Paniagua Benítez (-), Daniel J. Wermer (-) |

### Kolejka 3
| Data             | Mecz |
| ---------------- | --- |
| 25 września 1988 | San Martín Tucumán – Newell’s Old Boys 1:0 Jorge O. López |
| 25 września 1988 | Instituto Córdoba – Gimnasia y Esgrima La Plata 0:0, karne 4:5 karne: Osvaldo M. Márquez (+), Enrique R. Nieto (+), Ariel O. Cozzoni (+), Ricardo D. Kuzemka (+), Mario A. Cortez (obronił Gustavo A. Moriconi), Jorge F. Reinoso (obronił Gustavo A. Moriconi), Julián E. Infantino (-) – Carlos G. Russo (+), Miguel A. Gambier (+), Carlos J. Odriozola (+), Erardo J. Cóccaro López (+), Carlos A. García (+), Sergio O. Saturno (-), Claudio A. Galvagni (-)                                                                                                 |
| 25 września 1988 | Ferro Carril Oeste – Racing Club de Avellaneda 1:1, karne 2:4 Gustavo J. Acosta – Darío N. Decoud karne: Héctor D. Miranda (+), Oscar R. Acosta (+), Daniel O. Fernández (-), Fabián L. Itabel (obronił Ubaldo M. Fillol) – Walter R. Fernández (+), Ramón I. Medina Bello (+), Mario H. Videla (+), Jorge J. Olarticoechea (+), Rubén W. Paz Márquez (obronił Alberto P. Vivalda) |
| 25 września 1988 | Racing Córdoba – Armenio Buenos Aires 0:0, karne 2:3 karne: Miguel A. Barrios (+), Juan R. Comas (+), Roque R. Martínez (obronił Jorge R. Sarmiento), Daniel A. Ergo (obronił Jorge R. Sarmiento), Omar J. Cabral (obronił Jorge R. Sarmiento) – Omar H. Catalán (+), Ramón E. Gallardo (+), Sergio S. Maciel (+), Daniel L. Kuchen (obronił Juan J. Bogado Britos), Miguel A. Oviedo (obronił Juan J. Bogado Britos) |
| 25 września 1988 | San Lorenzo de Almagro – River Plate 1:2 Alberto F. Acosta – Jorge N. Higuaín, Abel E. Balbo mecz rozegrany został na stadionie klubu CA Huracán |
| 25 września 1988 | Boca Juniors – CA Vélez Sarsfield 0:0, karne 2:3 karne: Luis E. Abramovich (+), Walter O. Perazzo Otero (+), Claudio O. Marangoni (-), Fabián G. Carrizo (-), Enrique O. Hrabina (obronił Jorge L. Fernández) – Maximiliano R. Cincunegui (+), Claudio A. Morresi (+), Salvador Frega (+), Isidro Sandoval (-) |
| 25 września 1988 | CA Platense – Deportivo Español 1:1, karne 3:4 Marcelo F. Espina – Germán R. Martelotto karne: Marcelo F. Espina (+), Osvaldo J. Pereyra (+), Juan B. Chumba (+), Norberto S. Callipo (obronił Pedro Catalano), Jorge L. Avalos (-) – Rafael A. Luongo (+), José A. Batista González (+), Mario E. Cariaga (+), Julio C. Gaona (+), Germán R. Martelotto (obronił Manuel E. Serrano) |
| 25 września 1988 | Independiente – Argentinos Juniors 1:1, karne 5:6 Martín F. Ubaldi – Oscar A. Derycia karne: Elvio Vázquez (+), Ricardo E. Bochini (+), Néstor R. Clausen (+), José M. Bianco (+), Mario H. Lobo (+), Guillermo D. Ríos (obronił Carlos M. Goyén Prieto), Pedro F. Massacessi (-) – Oscar A. Dertycia (+), Fernando G. Cáceres (+), Jorge O. Gáspari (+), Ramiro Castillo Salinas (+), Osvaldo G. Rodríguez (+), Carlos J. Mac Allister (+), Silvio G. Rudman (obronił Sergio B. Vargas)                                                                          |
| 25 września 1988 | Estudiantes La Plata – Deportivo Mandiyú 1:1, karne 4:5 Néstor O. Craviotto – Daniel Martínez Tapi karne: Roberto L. Trotta (+), Juan C. Ramírez (+), David M. Dalla Líbera (+), Claudio A. Jeannoteguy (+), Néstor O. González (-), José D. Ponce (obronił Roberto L. Medrán), Néstor O. Craviotto (obronił Roberto L. Medrán) – Pedro D. Barrios Delgado (+), Elio Rodríguez Silvera (+), Wilmar R. Cabrera Sappa (+), José H. Basualdo (+), Horacio A. Attadía (+), Daniel O. Leani (obronił Arturo M. Yorno), César J. Vega Perrone (obronił Arturo M. Yorno) |
| 25 września 1988 | Rosario Central – Talleres Córdoba 1:1, karne 3:1 Arturo D. Saravia – José L. Pochettino karne: Edgardo Bauza (+), Ariel R. Cuffaro Russo (+), José D. Di Leo (+), Jorge M. Díaz (obronił Rubén M. Ruiz Díaz) – Humberto A. Váttimos (+), José L. Pochettino (obronił Alejandro F. Lanari), Adolfino Cañete Ascurra (obronił Alejandro F. Lanari), César Zabala Fernández (-), Emilio N. Commisso (-) |

### Kolejka 4
| Data                | Mecz |
| ------------------- | --- |
| 1 października 1988 | Deportivo Español – Boca Juniors 0:1 Carlos D. Tapia mecz rozegrany został na stadionie klubu CA Vélez Sarsfield |
| 1 października 1988 | River Plate – Racing Córdoba 4:0 Abel E. Balbo, Enrique E. Corti, Jorge O. Da Silva Echeverrito |
| 2 października 1988 | Rosario Central – San Martín Tucumán 5:3 Adelqui M. Cornaglia, Ariel R. Cuffaro Russo, Hernán E. Díaz, Jorge M. Díaz, David C. N. Bisconti – Alfredo S. Juárez, Juan C. Daza, José E. Campos |
| 2 października 1988 | Talleres Córdoba – Estudiantes La Plata 2:2, karne 5:4 José L. Pochettino (k), César Zabala Fernández (k) – Carlos P. Mac Allister, Rodolfo E. Cardoso karne: César Zabala Fernández (+), Adolfino Cañete Ascurra (+), Humberto A. Váttimos (+), Héctor A. Chazarreta (+), Abel D. Blasón (+) – Roberto L. Trotta (+), David M. Dalla Líbera (+), Alejandro M. Russo (+), Rodolfo E. Cardoso (+), Juan C. Ramírez (-)                                                                      |
| 2 października 1988 | Deportivo Mandiyú – Independiente 0:2 Pedro D. Monzón, Carlos A. Alfaro Moreno (k) mecz rozegrany został na stadionie klubu Huracán Corrientes |
| 2 października 1988 | Argentinos Juniors – CA Platense 0:1 Néstor A. De Vicente mecz rozegrany został na stadionie klubu Ferro Carril Oeste |
| 2 października 1988 | CA Vélez Sarsfield – San Lorenzo de Almagro 3:6 Maximiliano R. Cincunegui, Claudio A. Morresi (k), Fabián A. Vázquez – Mario B. Lucca s, Daniel H. Ahmed, Néstor R. Gorosito (2, 1k), Walter R. Bello, Diego O. Monárriz |
| 2 października 1988 | Armenio Buenos Aires – Ferro Carril Oeste 0:0, karne 1:2 mecz rozegrany został na stadionie klubu CA Platense karne: Silvano F. Espíndola (+), Raúl E. Wensell (obronił Alberto P. Vivalda), Daniel L. Kuchen (obronił Alberto P. Vivalda), Miguel A. Oviedo (obronił Alberto P. Vivalda), Sergio S. Maciel (-) – Oscar A. Garré (+), Sergio F. Vázquez (+), Héctor D. Miranda (obronił Héctor D. Miranda), Víctor H. Marchesini (obronił Héctor D. Miranda), Claudio A. Cristofanelli (-) |
| 2 października 1988 | Racing Club de Avellaneda – Instituto Córdoba 2:1 Néstor A. Fabbri, Rubén W. Paz Márquez – Ariel O. Cozzoni |
| 2 października 1988 | Gimnasia y Esgrima La Plata – Newell’s Old Boys 0:1 Arnaldo A. Sialle |

### Kolejka 5
| Data                 | Mecz |
| -------------------- | --- |
| 16 października 1988 | San Martín Tucumán – Gimnasia y Esgrima La Plata 1:1, karne 3:4 Juan C. Daza – Carlos J. Odriozola karne: José E. Campos (+), Dante R. Unali (+), Juan C. Daza (+), Jorge O. López (obronił Gustavo A. Moriconi), Eusebio J. Roldán (-) – Carlos G. Russo (+), Carlos J. Odriozola (+), Sergio D. Dopazzo (+), Washington L. Hernández Granja (+), Mauro G. Airez (-)                                    |
| 16 października 1988 | Newell’s Old Boys – Racing Club de Avellaneda 1:1, karne 3:4 Marcelo F. Grioni – Darío N. Decoud karne: Claudio C. Baravane (+), Marcelo F. Grioni (+), Juan M. Llop (+), Darío J. Franco (obronił Ubaldo M. Fillol), Arnaldo A. Sialle (-) – Rubén W. Paz Márquez (+), Mario H. Videla (+), Néstor A. Fabbri (+), Jorge J. Olarticoechea (+), Jorge O. Acuña (-)                                        |
| 16 października 1988 | Instituto Córdoba – Armenio Buenos Aires 0:1 Sergio S. Maciel |
| 16 października 1988 | Ferro Carril Oeste – River Plate 1:1, karne 4:1 Oscar A. Garré – Abel E. Balbo karne: Oscar R. Acosta (+), Héctor D. Miranda (+), Oscar A. Garré (+), Héctor R. Cúper (+) – Mario E. Bevilaqua (+), Daniel A. Passarella (-), Abel E. Balbo (słupek) |
| 16 października 1988 | Racing Córdoba – CA Vélez Sarsfield 0:2 Leonardo A. Rodríguez, Adrián A. Bianchi |
| 16 października 1988 | San Lorenzo de Almagro – Deportivo Español 0:2 Esteban F. González, Mario E. Cariaga mecz rozegrany został na stadionie klubu CA Huracán |
| 16 października 1988 | Boca Juniors – Argentinos Juniors 2:0 Richard E. Tavares Almeida, Jorge A. Comas |
| 16 października 1988 | CA Platense – Deportivo Mandiyú 0:1 Daniel O. Leani |
| 16 października 1988 | Independiente – Talleres Córdoba 2:0 Rubén D. Insúa, Adrián C. Czornomaz |
| 16 października 1988 | Estudiantes La Plata – Rosario Central 0:0, karne 5:4 karne: David M. Dalla Líbera (+), José D. Ponce (+), Néstor O. Craviotto (+), Carlos P. Mac Allister (+), Máximo R. Nardoni (+), Roberto L. Trotta (obronił Alejandro F. Lanari) – Edgardo Bauza (+), Fernando F. Lanzidei (+), Adelqui M. Cornaglia (+), Hernán E. Díaz (+), José D. Di Leo (-), Ariel R. Cuffaro Russo (obronił Arturo M. Yorno) |

### Kolejka 6
| Data                 | Mecz |
| -------------------- | --- |
| 23 października 1988 | Estudiantes La Plata – San Martín Tucumán 3:1 Néstor O. Craviotto (2), David M. Dalla Líbera (k) – Walter R. Villafañe |
| 23 października 1988 | Rosario Central – Independiente 3:2 Ariel R. Cuffaro Russo, Arturo D. Saravia, Jorge M. Díaz – Rogelio W. Delgado Casco, Adrián C. Czornomaz |
| 23 października 1988 | Talleres Córdoba – CA Platense 2:1 Alejandro G. Nannini (2) – Néstor A. De Vicente |
| 23 października 1988 | Deportivo Mandiyú – Boca Juniors 0:3 Alfredo O. Graciani (2), Jorge A. Comas mecz rozegrany został na stadionie klubu Huracán Corrientes |
| 23 października 1988 | Argentinos Juniors – San Lorenzo de Almagro 1:1, karne 1:3 Silvio G. Rudman – Néstor R. Gorosito mecz rozegrany został na stadionie klubu Ferro Carril Oeste karne: Carlos A. Carrió (+), Fernando G. Cáceres (obronił Esteban E. Pogany), Osvaldo G. Rodríguez (obronił Esteban E. Pogany), Silvio G. Rudman (-) – Néstor R. Gorosito (+), Sergio R. Marchi (+), Flavio G. Zandoná (+), Leonardo C. Madelón (-) |
| 23 października 1988 | Deportivo Español – Racing Córdoba 1:0 Walter A. Parodi |
| 23 października 1988 | CA Vélez Sarsfield – Ferro Carril Oeste 2:3 Mario B. Lucca, Maximiliano R. Cincunegui – Fabián L. Itabel, Gustavo J. Acosta, Daniel O. Fernández |
| 23 października 1988 | River Plate – Instituto Córdoba 6:1 Abel E. Balbo (2), Ramón M. Centurión, Jorge O. Da Silva Echeverrito, Daniel A. Passarella, Julio A. Zamora – Osvaldo M. Márquez (k) |
| 23 października 1988 | Armenio Buenos Aires – Newell’s Old Boys 4:0 Walter S. Oudoukian (2), José A. Ubeda, Sergio S. Maciel mecz rozegrany został na stadionie klubu CA Platense |
| 23 października 1988 | Racing Club de Avellaneda – Gimnasia y Esgrima La Plata 2:0 Rubén W. Paz Márquez (2) |

### Kolejka 7
| Data                 | Mecz |
| -------------------- | --- |
| 26 października 1988 | Racing Córdoba – Argentinos Juniors 2:2, karne 5:3 Luis A. Amuchástegui (2) – Silvio G. Rudman, Oscar A. Dertycia karne: Juan R. Comas (+), Daniel E. Ibarra (+), Julio H. Ceballos (+), Pascual A. Noriega (+), Roque R. Martínez (+) – Carlos A. Mayor (+), Jorge O. Gáspari (+), Fernando G. Cáceres (+), Oscar A. Dertycia (obronił Juan J. Bogado Britos)                                                                               |
| 30 października 1988 | San Martín Tucumán – Racing Club de Avellaneda 3:1 José E. Campos, Jorge O. López (2, 1k) – Mario H. Videla |
| 30 października 1988 | Newell’s Old Boys – River Plate 0:0, karne 4:2 karne: Víctor R. Ramos (+), Gerardo D. Martino (+), Jorge R. Pautasso (+), Jorge W. Theiler (+) – José T. Serrizuela (+), Jorge O. Da Silva Echeverrito (+), Abel E. Balbo (obronił Norberto H. Scoponi), Fabián A. Basualdo (-) |
| 30 października 1988 | Instituto Córdoba – CA Vélez Sarsfield 4:1 Delfor J. Vasilchik, José D. Paniagua Benítez, Ariel O. Cozzoni, Ricardo N. Rentera – Claudio M. Cabrera |
| 30 października 1988 | CA Platense – Rosario Central 1:2 Néstor A. De Vicente – David C. N. Bisconti, Jorge M. Díaz |
| 31 października 1988 | Gimnasia y Esgrima La Plata – Armenio Buenos Aires 0:0, karne 3:4 karne: Miguel A. Gambier (+), Carlos J. Odriozola (+), Mauro G. Airez (+), Carlos G. Russo (-), Sergio O. Saturno (obronił Jorge R. Sarmiento) – Silvano F. Espindola (+), Ramón E. Gallardo (+), Ricardo G. Gándaras (+), Sergio S. Maciel (+), Walter S. Oudoukian (-)                                                                                                   |
| 31 października 1988 | Ferro Carril Oeste – Deportivo Español 0:1 Rafael A. Luongo |
| 31 października 1988 | San Lorenzo de Almagro – Deportivo Mandiyú 1:1, karne 3:1 Alberto F. Acosta – José H. Basualdo mecz rozegrany został na stadionie klubu CA Huracán karne: Flavio G. Zandoná (+), Manuel S. Aguilar (+), Sergio R. Marchi (+), Alberto F. Acosta (-), Néstor R. Gorosito (obronił Roberto L. Medrán) – José H. Basualdo (+), Daniel O. Leani (-), Alfredo O. Urbina (obronił Esteban E. Pogany), Pablo O. Quiroga (obronił Esteban E. Pogany) |
| 31 października 1988 | Boca Juniors – Talleres Córdoba 3:1 Alfredo O. Graciani, Claudio O. Marangoni, Walter O. Perazzo Otero – Emilio N. Commisso |
| 31 października 1988 | Independiente – Estudiantes La Plata 1:2 Adrián C. Czornomaz – Héctor Vargas, Carlos P. Mac Allister |

### Kolejka 8
| Data             | Mecz |
| ---------------- | --- |
| 3 listopada 1988 | Independiente – San Martín Tucumán 0:0, karne 3:2 karne: Rubén D. Insúa (+), José M. Bianco (+), Miguel A. Ludueña (+), A. Alfaro Moreno (obronił Miguel A. Yelpo), Néstor R. Clausen (obronił Miguel A. Yelpo), Rogelio W. Delgado Casco (obronił Miguel A. Yelpo) – Jorge O. López (+), Dante R. Unali (+), Eusebio J. Roldán (-), Walter R. Villafañe (obronił Sergio B. Vargas), Juan C. Daza (obronił Sergio B. Vargas), Pedro P. Robles (obronił Sergio B. Vargas)                                            |
| 3 listopada 1988 | Estudiantes La Plata – CA Platense 0:0, karne 5:3 karne: David M. Dalla Líbera (+), José D. Ponce (+), Alfredo P. Killer (+), Alejandro M. Russo (+), Máximo R. Nardoni (+) – Marcelo F. Espina (+), Claudio A. Spontón (+), Marcelo D. Marcucci (+), Juan A. Sánchez (obronił Arturo M. Yorno) |
| 3 listopada 1988 | Rosario Central – Boca Juniors 1:3 Claudio A. Scalise – Jorge A. Comas (2), Alfredo O. Graciani |
| 3 listopada 1988 | Talleres Córdoba – San Lorenzo de Almagro 1:1, karne 3:5 Alejandro G. Nannini (k) – Néstor R. Gorosito karne: César Zabala Fernández (+), Héctor C. Arzubialde (+), Abel D. Blasón (+), Héctor A. Chazarreta (-) – Néstor R. Gorosito (+), Osvaldo I. Coloccini (+), Flavio G. Zandoná (+), Manuel S. Aguilar (+), Sergio R. Marchi (+) |
| 3 listopada 1988 | Deportivo Mandiyú – Racing Córdoba 1:0 Daniel O. Leani mecz rozegrany został na stadionie klubu Huracán Corrientes |
| 3 listopada 1988 | Argentinos Juniors – Ferro Carril Oeste 0:1 Carlos A. Candia mecz rozegrany został na stadionie klubu Ferro Carril Oeste |
| 3 listopada 1988 | Deportivo Español – Instituto Córdoba 2:0 Julio C. Gaona, Germán R. Martelotto według RSSSF mecz rozegrany został na stadionie klubu Atlanta Buenos Aires |
| 3 listopada 1988 | CA Vélez Sarsfield – Newell’s Old Boys 1:0 Alejandro V. Giuntini |
| 3 listopada 1988 | River Plate – Gimnasia y Esgrima La Plata 1:1, karne 5:6 José T. Serrizuela (k) – Carlos G. Russo (k) karne: Jorge O. Da Silva Echeverrito (+), José T. Serrizuela (+), Omar A. Palma (+), Abel E. Balbo (+), Ramón M. Centurión (+), Sergio D. Batista (obronił Gustavo A. Moriconi), Carlos A. Enrique (-) – Carlos G. Russo (+), Carlos J. Odriozola (+), Mauro G. Airez (+), Oscar A. Olivera (+), Eusebio Espínola (+), Guillermo P. Guendulain (+), Washington L. Hernández Granja (obronił Ángel D. Comizzo) |
| 3 listopada 1988 | Armenio Buenos Aires – Racing Club de Avellaneda 0:2 Walter R. Fernández, Rubén W. Paz Márquez mecz rozegrany został na stadionie klubu CA Huracán |

### Kolejka 9
| Data             | Mecz |
| ---------------- | --- |
| 6 listopada 1988 | San Martín Tucumán – Armenio Buenos Aires 0:0, karne 5:6 karne: Jorge O. López (+), José H. Noriega (+), Dante R. Unali (+), Walter R. Villafañe (+), Ricardo L. Troitiño (+), Pedro P. Robles (-), José E. Campos (obronił Jorge R. Sarmiento), Hugo D. Musladini (obronił Jorge R. Sarmiento) – Silvano F. Espíndola (+), Ramón E. Gallardo (+), Ricardo G. Gándaras (+), Sergio S. Maciel (+), Miguel M. Gardarian Kechichian (+), Daniel L. Kuchen (+), Omar H. Catalán (obronił Miguel A. Yelpo), José A. Villarreal (obronił Miguel A. Yelpo) |
| 6 listopada 1988 | Racing Club de Avellaneda – River Plate 2:1 Ramón I. Medina Bello, Rubén W. Paz Márquez – Abel E. Balbo |
| 6 listopada 1988 | Gimnasia y Esgrima La Plata – CA Vélez Sarsfield 1:0 Miguel A. Gambier |
| 6 listopada 1988 | Newell’s Old Boys – Deportivo Español 1:1, karne 3:1 Lorenzo O. Sáez – Marcelo O. Caviglia karne: Juan M. Llop (+), Gabriel O. Batistuta (+), Jorge W. Theiler (+) – José A. Batista González (+), Rafael A. Luongo (obronił Norberto H. Scoponi), Germán R. Martelotto (obronił Norberto H. Scoponi), Mario E. Cariaga (obronił Norberto H. Scoponi) |
| 6 listopada 1988 | Instituto Córdoba – Argentinos Juniors 0:2 Silvio G. Rudman, Ezequiel M. Castillo |
| 6 listopada 1988 | Ferro Carril Oeste – Deportivo Mandiyú 0:0, karne 4:2 karne: Oscar A. Garré (+), Carlos A. Candia (+), Oscar A. Agonil (+), Héctor R. Cúper (+) – Daniel Martínez Tapi (+), Sergio D. Oddine (+), José H. Basualdo (obronił Fabián O. Cancelarich), Pedro D. Barrios Delgado (-) |
| 6 listopada 1988 | Racing Córdoba – Talleres Córdoba 0:0, karne 4:2 karne: Juan R. Comas (+), Luis A. Amuchástegui (+), Pascual A. Noriega (+), Omar J. Cabral (+), Miguel A. Barrios (obronił Rubén M. Ruiz Díaz) – César Zabala Fernández (+), Héctor C. Arzubialde (+), Alejandro A. Montenegro (obronił Juan J. Bogado Britos), Javier E. López Báez (obronił Juan J. Bogado Britos) |
| 6 listopada 1988 | San Lorenzo de Almagro – Rosario Central 0:2 Ariel R. Cuffaro Russo, José D. Di Leo mecz rozegrany został na stadionie klubu CA Huracán |
| 6 listopada 1988 | Boca Juniors – Estudiantes La Plata 2:0 Walter O. Perazzo Otero (k), Claudio O. Marangoni |
| 6 listopada 1988 | CA Platense – Independiente 0:0, karne 4:2 karne: Ariel G. Orellano (+), Claudio A. Spontón (+), Osvaldo J. Pereyra (+), Ariel E. Boldrini (+) – Rubén D. Insúa (-), Pedro D. Monzón (-), Elvio Vázquez (obronił Manuel E. Serrano), Carlos A. Alfaro Moreno (obronił Manuel E. Serrano) |

### Kolejka 10
| Data              | Mecz |
| ----------------- | --- |
| 12 listopada 1988 | Deportivo Mandiyú – Instituto Córdoba 2:0 Wilmar R. Cabrera Sappa, Sergio D. Oddine mecz rozegrany został na stadionie klubu Huracán Corrientes |
| 13 listopada 1988 | CA Platense – San Martín Tucumán 0:1 Eusebio J. Roldán |
| 13 listopada 1988 | Independiente – Boca Juniors 2:1 Ricardo E. Bochini, Rogelio W. Delgado Casco – Alfredo O. Graciani |
| 13 listopada 1988 | Estudiantes La Plata – San Lorenzo de Almagro 1:1, karne 2:3 Alejandro M. Russo – Néstor R. Gorosito (k) karne: Roberto L. Trotta (+), David M. Dalla Líbera (+), Néstor O. Craviotto (obronił Esteban E. Pogany), Alfredo P. Killer (obronił Esteban E. Pogany), Rodolfo E. Cardoso (-) – Néstor R. Gorosito (+), Osvaldo I. Coloccini (+), Flavio G. Zandoná (+), Ramón A. Bernuncio (-) |
| 13 listopada 1988 | Rosario Central – Racing Córdoba 0:0, karne 2:4 karne: Fernando F. Lanzidei (+), José D. Di Leo (+), Edgardo Bauza (obronił Juan J. Bogado Britos), Adelqui M. Cornaglia (obronił Juan J. Bogado Britos) – Juan R. Comas (+), Daniel E. Ibarra (+), Pascual A. Noriega (+), Miguel A. Diamante (+), Américo S. Ozán (-) |
| 13 listopada 1988 | Talleres Córdoba – Ferro Carril Oeste 4:0 Humberto A. Váttimos, Alejandro G. Nannini, Héctor A. Chazarreta, José M. Vieta |
| 13 listopada 1988 | Argentinos Juniors – Newell’s Old Boys 0:0, karne 4:3 karne: Sergio N. González (+), Fernando G. Cáceres (+), Jorge O. Gáspari (+), Osvaldo G. Rodríguez (+), Oscar A. Dertycia (obronił Norberto H. Scoponi), Ramiro Castillo Salinas (obronił Norberto H. Scoponi) – Víctor R. Ramos (+), Jorge W. Theiler (+), Gabriel O. Batistuta (+), Jorge R. Pautasso (obronił Carlos M. Goyén Prieto), Juan M. Llop (obronił Carlos M. Goyén Prieto), Gerardo D. Martino (obronił Carlos M. Goyén Prieto) mecz rozegrany został na stadionie klubu Ferro Carril Oeste |
| 13 listopada 1988 | Deportivo Español – Gimnasia y Esgrima La Plata 0:0, karne 4:2 karne: José A. Batista González (+), Jorge A. Ortega (+), Juan C. Segovia (+), Sergio A. Zanetti (+), Rafael A. Luongo (obronił Gustavo A. Moriconi) – Sergio D. Dopazzo (+), Guillermo P. Guendulain (+), Miguel A. Gambier (obronił Pedro Catalano), Carlos J. Odriozola (obronił Pedro Catalano) |
| 13 listopada 1988 | CA Vélez Sarsfield – Racing Club de Avellaneda 1:3 Claudio A. Morresi – Gustavo A. Costas, Darío N. Decoud (2) |
| 13 listopada 1988 | River Plate – Armenio Buenos Aires 3:1 Jorge O. Da Silva Echeverrito (2), Abel E. Balbo – Ricardo G. Gándaras |

### Kolejka 11
| Data              | Mecz |
| ----------------- | --- |
| 16 listopada 1988 | San Martín Tucumán – River Plate 1:2 Jorge O. López – Jorge O. Da Silva Echeverrito, Abel E. Balbo |
| 17 listopada 1988 | Newell’s Old Boys – Deportivo Mandiyú 2:1 Darío J. Franco, Wilmar R. Cabrera Sappa s – Daniel O. Leani |
| 17 listopada 1988 | Instituto Córdoba – Talleres Córdoba 1:1, karne 3:4 Ariel O. Cozzoni (k) – Alejandro G. Nanini karne: Ricardo D. Kuzemka (+), Osvaldo M. Márquez (+), Mario A. Cortez (+), Julián E. Infantino (obronił Rubén M. Ruiz Díaz), Enrique R. Nieto (obronił Rubén M. Ruiz Díaz) – César Zabala Fernández (+), Humberto A. Váttimos (+), Javier E. López Báez (+), Alejandro G. Nannini (+), Amadeo R. Gasparini (obronił Benito R. Álvarez) |
| 17 listopada 1988 | Ferro Carril Oeste – Rosario Central 2:0 Daniel O. Fernández, Oscar R. Acosta |
| 17 listopada 1988 | Racing Córdoba – Estudiantes La Plata 2:0 Daniel A. Ergo, Juan R. Comas |
| 23 listopada 1988 | Armenio Buenos Aires – CA Vélez Sarsfield 1:1, karne 2:3 Lorenzo Frutos – Claudio M. Cabrera mecz rozegrany został na stadionie klubu CA Platense karne: Omar H. Catalán (+), Ramón E. Gallardo (+), Silvano F. Espíndola (-), Daniel L. Kuchen (obrobił Jorge O. Bartero) – Fabián A. Vázquez (+), Mario B. Lucca (+), Alejandro V. Mancuso (+), Claudio M. Cabrera (-), Claudio A. Morresi (obronił Jorge R. Sarmiento) |
| 23 listopada 1988 | Racing Club de Avellaneda – Deportivo Español 1:4 Mario H. Videla – Germán R. Martelotto, Mario E. Cariaga, Walter A. Parodi (2) |
| 23 listopada 1988 | Gimnasia y Esgrima La Plata – Argentinos Juniors 1:1, karne 4:3 Daniel G. Pighín – Sergio N. González karne: Carlos G. Russo (+), Miguel A. Gambier (+), Carlos J. Odriozola (+), Jorge A. Merlo (+), Carlos A. García (-) – Sergio N. González (+), Fernando G. Cáceres (+), Néstor G. Lorenzo (+), Jorge O. Gáspari (obronił Gustavo A. Moriconi), Oscar A. Dertycia (-) |
| 23 listopada 1988 | San Lorenzo de Almagro – Independiente 2:2, karne 6:5 Alberto F. Acosta, Néstor R. Gorosito – Marcelo J. Reggiardo, Pedro D. Monzón mecz rozegrany został na stadionie klubu CA Huracán karne: Néstor R. Gorosito (+), Osvaldo I. Coloccini (+), Flavio G. Zandoná (+), Darío A. Siviski (+), Alberto F. Acosta (+), Luis R. Villarreal (+), Sergio R. Marchi (obronił Sergio B. Vargas) – Marcelo J. Reggiardo (+), Sergio C. Merlini (+), José M. Bianco (+), Adrián C. Czornomaz (+), Guillermo D. Ríos (+), Rubén D. Insúa (obronił Esteban E. Pogany), Juan C. Erba (obronił Esteban E. Pogany) |
| 23 listopada 1988 | Boca Juniors – CA Platense 0:2 Néstor A. De Vicente, Claudio A. Spontón |

### Kolejka 12
| Data              | Mecz |
| ----------------- | --- |
| 20 listopada 1988 | Boca Juniors – San Martín Tucumán 1:6 Walter O. Perazzo Otero – Jorge O. López (k), Dante R. Unali (2), Antonio Vidal González (3) |
| 20 listopada 1988 | CA Platense – San Lorenzo de Almagro 0:3 Néstor R. Gorosito (k), Alberto F. Acosta, Norberto D. Ortega Sánchez |
| 20 listopada 1988 | Independiente – Racing Córdoba 2:0 Marcelo J. Reggiardo (2) |
| 20 listopada 1988 | Estudiantes La Plata – Ferro Carril Oeste 1:0 Juan C. Ramírez |
| 20 listopada 1988 | Rosario Central – Instituto Córdoba 1:1, karne 5:3 Edgardo Bauza (k) – Ricardo N. Rentera karne: Edgardo Bauza (+), Osvaldo S. Escudero (+), José D. Di Leo (+), Adelqui M. Cornaglia (+), Carlos D.N. Bisconti (+) – Osvaldo M. Márquez (+), Ariel O. Cozzoni (+), Ricardo N. Rentera (+), Ricardo D. Kuzemka (obronił Alejandro F. Lanari) |
| 20 listopada 1988 | Talleres Córdoba – Newell’s Old Boys 1:3 Víctor H. Heredia – Juan M. Llop, Lorenzo O. Sáez, Roque R. Alfaro |
| 20 listopada 1988 | Deportivo Mandiyú – Gimnasia y Esgrima La Plata 0:0, karne 2:4 karne: Daniel Martínez Tapi (+), Alfredo O. Urbina (+), Sergio D. Oddine (-), Pablo O. Quiroga (-) – Miguel A. Gambier (+), Sergio D. Dopazzo (+), Jorge A. Merlo (+), Eusebio Espínola (+) mecz rozegrany został na stadionie klubu Huracán Corrientes |
| 20 listopada 1988 | Argentinos Juniors – Racing Club de Avellaneda 2:2, karne 20:19 Carlos A. Ereros, Silvio G. Rudman – Walter R. Fernández, Ramón I. Medina Bello karne: Sergio N. González (3), Fernando G. Cáceres (2), Jorge O. Gáspari (3), Osvaldo G. Rodríguez (2), Silvio G. Rudman (2), Rubén D. Gómez (2), Néstor A. Lorenzo (2), Carlos M. Goyén Prieto (2), Carlos A. Ereros (1), Oscar A. Dertycia (1), Carlos A. Ereros (obronił Julio C. Balerio Correa), Oscar A. Dertycia (-) – Mario H. Videla (2), Néstor A. Fabbri (2), Carlos I. Olarán (2), Jorge J. Olarticoechea (2), Darío N. Decoud (2), Hugo H. Lamadrid (2), Gustavo A. Costas (2), Julio C. Balerio Correa (2), Walter R. Fernández (2), Carlos E. Vásquez Robledo (1), Walter R. Fernández (-), Mario H. Videla (obronił Carlos M. Goyén Prieto), Carlos E. Vásquez Robledo (obronił Carlos M. Goyén Prieto) mecz rozegrany został na stadionie klubu Ferro Carril Oeste |
| 20 listopada 1988 | Deportivo Español – Armenio Buenos Aires 1:0 Marcelo O. Caviglia |
| 20 listopada 1988 | CA Vélez Sarsfield – River Plate 2:0 Maximiliano R. Cincunegui, Claudio A. Morresi |

### Kolejka 13
| Data              | Mecz |
| ----------------- | --- |
| 27 listopada 1988 | San Martín Tucumán – CA Vélez Sarsfield 1:1, karne 1:3 Walter R. Villafañe – Isidro Sandoval karne: Dante R. Unali (+), Jorge O. López (obronił Jorge O. Bartero), José H. Noriega (obronił Jorge O. Bartero), Alfredo S. Juárez (-) – Fabián A. Vázquez (+), Isidro Sandoval (+), Gerardo M. Rojo (+), Mario B. Lucca (-) |
| 27 listopada 1988 | River Plate – Deportivo Español 1:0 Jorge O. Da Silva Echeverrito |
| 27 listopada 1988 | Armenio Buenos Aires – Argentinos Juniors 1:4 Silvano F. Espínola – Oscar A. Dertycia (3), Ezequiel M. Castillo mecz rozegrany został na stadionie klubu CA Platense |
| 27 listopada 1988 | Racing Club de Avellaneda – Deportivo Mandiyú 3:1 Miguel A. Colombatti, Néstor A. Fabbri, Ramón I. Medina Bello – Wilmar R. Cabrera Sappa |
| 27 listopada 1988 | Gimnasia y Esgrima La Plata – Talleres Córdoba 0:0, karne 4:3 karne: Carlos G. Russo (+), Sergio D. Dopazzo (+), Carlos J. Odriozola (+), Daniel G. Pighín (+), Miguel A. Gambier (obronił Rubén M. Ruiz Díaz), a Luis R. Abdeneve (obronił Rubén M. Ruiz Díaz) – César Zabala Fernández (+), Humberto A. Váttimos (+), Héctor A. Chazarreta (+), Javier E. López Báez (obronił Gustavo A. Moriconi), Víctor H. Heredia (obronił Gustavo A. Moriconi), José M. Vieta (-)                                                        |
| 27 listopada 1988 | Newell’s Old Boys – Rosario Central 0:0 mecz został przerwany w 22 minucie – później uznano, że oba zespoły przegrały ten mecz 0:1 |
| 27 listopada 1988 | Instituto Córdoba – Estudiantes La Plata 0:3 José D. Ponce, Alejandro M. Russo, Héctor Vargas |
| 27 listopada 1988 | Ferro Carril Oeste – Independiente 1:2 Gustavo J. Acosta – Carlos A. Alfaro Moreno, Marcelo J. Reggiardo |
| 27 listopada 1988 | Racing Córdoba – CA Platense 3:0 Juan R. Comas (2, 1k), Luis A. Amuchástegui |
| 27 listopada 1988 | San Lorenzo de Almagro – Boca Juniors 1:1, karne 5:6 Néstor R. Gorosito – Walter O. Perazzo Otero karne: Osvaldo I. Coloccini (+), Flavio G. Zandoná (+), Darío A. Siviski (+), Sergio R. Marchi (+), Luis R. Villarreal (+), Alberto F. Acosta (-), Ramón A. Bernuncio (obronił Carlos F. Navarro Montoya) – Walter O. Perazzo Otero (+), Enrique O. Hrabina (+), Jorge A. Comas (+), José L. Cuciuffo (+), Carlos D. Tapia (+), Juan E. Simón (+), Luis E. Abramovich (-) mecz rozegrany został na stadionie klubu CA Huracán |

### Kolejka 14
| Data              | Mecz |
| ----------------- | --- |
| 30 listopada 1988 | San Lorenzo de Almagro – San Martín Tucumán 6:1 Norberto D. Ortega Sánchez, Alberto F. Acosta (4), Walter R. Villafañe s – Hugo D. Musladini mecz rozegrany został na stadionie klubu CA Huracán |
| 30 listopada 1988 | Boca Juniors – Racing Córdoba 2:1 Jorge A. Comas, Carlos D. Tapia – Juan R. Comas (k) |
| 30 listopada 1988 | CA Platense – Ferro Carril Oeste 1:1, karne 7:6 Néstor A. De Vicente – Sergio F. Vázquez karne: Marcelo F. Espina (+), Claudio A. Spontón (+), Ariel G. Orellano (+), Osvaldo J. Pereyra (+), Jorge L. Avalos (+), Darío O. Scotto (+), Carlos G. Jones (+), Ariel E. Boldrini (-), Felipe A. Bellini (-), Juan B. Chumba (obronił Fabián O. Cancelarich) – Héctor R. Cúper (+), Oscar R. Acosta (+), Oscar A. Agonil (+), Víctor H. Marchesini (+), Héctor G. Carrasco (+), Gustavo J. Acosta (+), Sergio F. Vázquez (-), Fabián O. Cancelarich (-), José C. Fantaguzzi (obronił Manuel E. Serrano), Fabián A. Suescún (obronił Manuel E. Serrano) |
| 30 listopada 1988 | Independiente – Instituto Córdoba 1:1, karne 4:3 Rubén D. Insúa – Ricardo N. Rentera karne: Rubén D. Insúa (+), José M. Bianco (+), Pedro D. Monzón (+), Marcelo J. Reggiardo (+), Adrián C. Czornomaz (obronił Benito R. Álvarez) – Ariel O. Cozzoni (+), Ricardo D. Kuzemka (+), Osvaldo M. Márquez (+), Enrique R. Nieto (obronił Sergio B. Vargas), Renato Corsi (obronił Sergio B. Vargas) |
| 30 listopada 1988 | Estudiantes La Plata – Newell’s Old Boys 2:0 Roberto L. Trotta, José D. Ponce |
| 30 listopada 1988 | Rosario Central – Gimnasia y Esgrima La Plata 0:1 Carlos J. Odriozola |
| 30 listopada 1988 | Talleres Córdoba – Racing Club de Avellaneda 0:1 Walter R. Fernández |
| 30 listopada 1988 | Deportivo Mandiyú – Armenio Buenos Aires 0:0, karne 2:4 karne: Daniel Martínez Tapi (+), Sergio D. Oddine (+), Alfredo O. Urbina (-), Luis A. Ramos (-) – Silvano F. Espíndola (+), Gustavo J. Pitasi (+), Ramón E. Gallardo (+), Carlos A. Argüeso (+) mecz rozegrany został na stadionie klubu Huracán Corrientes |
| 30 listopada 1988 | Argentinos Juniors – River Plate 3:2 Oscar A. Dertycia (2), Silvio G. Rudman – Abel E. Balbo (2) mecz rozegrany został na stadionie klubu Ferro Carril Oeste |
| 30 listopada 1988 | Deportivo Español – CA Vélez Sarsfield 2:2, karne 5:6 Germán R. Martelotto, Mario E. Cariaga – Maximiliano R. Cincunegui, Adrián Paz karne: José A. Batista González (+), Jorge A. Ortega (+), Sergio A. Zanetti (+), Julio C. Gaona (+), Rafael A. Luongo (+), Esteban F. González (obronił Jorge O. Bartero), Juan C. Segovia (obronił Jorge O. Bartero), Germán R. Martelotto (obronił Jorge O. Bartero) – Fabián A. Vázquez (+), Claudio M. Cabrera (+), Isidro Sandoval (+), Gerardo M. Rojo (+), Gustavo A. Torres (+), Alejandro V. Giuntini (+), Mario B. Lucca (-), Maximiliano R. Cincunegui (obronił Pedro Catalano)                     |

### Kolejka 15
| Data           | Mecz |
| -------------- | --- |
| 5 grudnia 1988 | San Martín Tucumán – Deportivo Español 0:0, karne 2:4 karne: Juan C. Daza (+), Dante R. Unali (+), Miguel A. Rutar (obronił Pedro Catalano), Antonio Vidal González (obronił Pedro Catalano) – José A. Batista González (+), Jorge A. Ortega (+), Sergio A. Zanetti (+), Rafael A. Luongo (+) |
| 5 grudnia 1988 | Armenio Buenos Aires – Talleres Córdoba 1:2 Carlos A. Argüeso – Alejandro G. Nannini, Antonio Apud mecz rozegrany został na stadionie klubu CA Platense |
| 5 grudnia 1988 | Instituto Córdoba – CA Platense 3:2 Osvaldo M. Márquez, Ariel O. Cozzoni, Renato Corsi – Néstor A. De Vicente, Claudio A. Spontón |
| 5 grudnia 1988 | Ferro Carril Oeste – Boca Juniors 0:0, karne 5:6 karne: Oscar R. Acosta (+), Héctor R. Cúper (+), Víctor H. Marchesini (+), Oscar A. Agonil (+), Héctor D. Miranda (+), Gabriel G. Perrone (obronił Carlos F. Navarro Montoya) – Walter O. Perazzo Otero (+), Jorge A. Comas (+), Alfredo O. Graciani (+), Enrique O. Hrabina (+), Humberto D. Gutiérrez (+), Luis E. Abramovich (+)                                                               |
| 5 grudnia 1988 | Racing Córdoba – San Lorenzo de Almagro 2:1 Omar J. Cabral, Juan R. Comas – Alberto F. Acosta |
| 6 grudnia 1988 | CA Vélez Sarsfield – Argentinos Juniors 1:1, karne 4:3 Maximiliano R. Cincunegui – Oscar A. Dertycia karne: Gustavo A. Torres (+), Claudio A. Morresi (+), Gerardo M. Rojo (+), Mario B. Lucca (+), Isidro Sandoval (obronił Carlos M. Goyén Prieto) – Fernando G. Cáceres (+), Osvaldo G. Rodríguez (+), Jorge O. Gáspari (+), Néstor A. Lorenzo (-), Héctor G. Cejas (-)                                                                         |
| 6 grudnia 1988 | River Plate – Deportivo Mandiyú 4:4, karne 4:2 José T. Serrizuela (k), Pedro D. Barrios Delgado s, Abel E. Balbo, Julio A. Zamora – José H. Basualdo (2), Sergio D. Oddine, Wilmar R. Cabrera Sappa karne: José T. Serrizuela (+), Jorge O. Da Silva Echeverrito (+), Abel E. Balbo (+), Julio A. Zamora (+) – Sergio D. Oddine (+), Alfredo O. Urbina (+), Raúl H. Correa (obronił Ángel D. Comizzo), Pablo O. Quiroga (obronił Ángel D. Comizzo) |
| 6 grudnia 1988 | Racing Club de Avellaneda – Rosario Central 0:0, karne 3:4 karne: Ramón I. Medina Bello (+), Néstor A. Fabbri (+), Mario H. Videla (+), Walter R. Fernández (obronił Alejandro F. Lanari), Rubén W. Paz Márquez (-) – Edgardo Bauza (+), Fernando F. Lanzidei (+), Hernán E. Díaz (+), Osvaldo S. Escudero (+), Adelqui M. Cornaglia (-) |
| 6 grudnia 1988 | Gimnasia y Esgrima La Plata – Estudiantes La Plata 2:0 Miguel A. Gambier (2) |
| 6 grudnia 1988 | Newell’s Old Boys – Independiente 2:2, karne 5:3 Víctor R. Ramos, Darío J. Franco – Marcelo J. Reggiardo (2) karne: Víctor R. Ramos (+), Jorge R. Pautasso (+), Jorge W. Theiler (+), Sergio O. Almirón (+), Roberto N. Sensini (+) – Marcelo J. Reggiardo (+), Rubén D. Insúa (+), José M. Bianco (+), Pedro D. Monzón (obronił Norberto H. Scoponi)                                                                                              |

### Kolejka 16
| Data            | Mecz |
| --------------- | --- |
| 14 grudnia 1988 | Racing Córdoba – San Martín Tucumán 2:0 Juan R. Comas (2, 1k) |
| 14 grudnia 1988 | San Lorenzo de Almagro – Ferro Carril Oeste 2:1 Néstor R. Gorosito, Darío A. Siviski – Oscar R. Acosta (k) mecz rozegrany został na stadionie klubu CA Huracán |
| 14 grudnia 1988 | Boca Juniors – Instituto Córdoba 1:1, karne 3:2 Carlos D. Tapia – Ariel O. Cozzoni karne: Enrique O. Hrabina (+), Humberto D. Gutiérrez (+), Carlos D. Tapia (+), Alfredo O. Graciani (obronił Benito R. Álvarez), a Luis E. Abramovich (obronił Benito R. Álvarez) – Ariel O. Cozzoni (+), Enrique R. Nieto (+), Ricardo N. Rentera (obronił Carlos F. Navarro Montoya), Gustavo A. Juárez (-), Mario A. Cortez (-)       |
| 14 grudnia 1988 | CA Platense – Newell’s Old Boys 0:0, karne 5:4 karne: Claudio A. Spontón (+), Osvaldo J. Pereyra (+), Néstor A. De Vicente (+), Ariel E. Boldrini (+), Norberto S. Callipo (+), Darío O. Scotto (obronił Norberto H. Scoponi) – Gabriel O. Batistuta (+), Jorge R. Pautasso (+), Víctor R. Ramos (+), Darío J. Franco (+), Sergio O. Almirón (obronił Manuel E. Serrano), a Gerardo D. Martino (obronił Manuel E. Serrano) |
| 14 grudnia 1988 | Independiente – Gimnasia y Esgrima La Plata 2:0 Carlos A. Alfaro Moreno, Rubén D. Insúa |
| 14 grudnia 1988 | Estudiantes La Plata – Racing Club de Avellaneda 0:0, karne 2:3 karne: Juan C. Ramírez (+), José D. Ponce (+), Alejandro M. Russo (obronił Ublado M. Fillol), Roberto L. Trotta (obronił Ublado M. Fillol), David M. Dalla Líbera (-) – Néstor A. Fabbri (+), Gustavo A. Costas (+), Jorge J. Olarticoechea (+), Ramón I. Medina Bello (obronił Arturo M. Yorno), Walter R. Fernández (-)                                  |
| 14 grudnia 1988 | Rosario Central – Armenio Buenos Aires 3:3, karne 5:3 Juan A. Pizzi (2), Jorge M. Díaz – Sergio S. Maciel (2), Lorenzo Frutos karne: Edgardo Bauza (+), Juan A. Pizzi (+), Silvio R. Andrade (+), David C. N. Bisconti (+), Osvaldo S. Escudero (+) – Omar H. Catalán (+), Miguel M. Gardarián Kechichián (+), Ricardo G. Gándaras (+), Miguel A. Oviedo (-)                                                               |
| 14 grudnia 1988 | Talleres Córdoba – River Plate 0:3 Jorge N. Higuaín, Mario E. Bevilaqua (2) |
| 14 grudnia 1988 | Deportivo Mandiyú – CA Vélez Sarsfield 1:1, karne 5:3 Sergio D. Oddine – Adrián Paz mecz rozegrany został na stadionie klubu Huracán Corrientes karne: Daniel O. Leani (+), Alfredo O. Urbina (+), Daniel Martínez Tapi (+), César J. Vega Perrone (+), José H. Basualdo (+) – Claudio M. Cabrera (+), Isidro Sandoval (+), Gerardo M. Rojo (+), Raúl E. Cardozo (-)                                                       |
| 14 grudnia 1988 | Argentinos Juniors – Deportivo Español 0:0, karne 4:2 mecz rozegrany został na stadionie klubu Ferro Carril Oeste karne: Osvaldo G. Rodríguez (+), Héctor G. Cejas (+), Juan J. González (+), Oscar A. Dertycia (+) – Sergio A. Zanetti (+), Rafael A. Luongo (+), Jorge A. Ortega (obronił Carlos M. Goyén Prieto), José A. Batista (-)                                                                                   |

### Kolejka 17
| Data            | Mecz |
| --------------- | --- |
| 11 grudnia 1988 | San Martín Tucumán – Argentinos Juniors 1:1, karne 2:4 José H. Noriega (k) – Silvio G. Rudman karne: Dante R. Unali (+), Antonio Vidal González (+), José H. Noriega (obronił Carlos M. Goyén Prieto), Jorge O. López (obronił Carlos M. Goyén Prieto) – Fernando G. Cáceres (+), Osvaldo G. Rodríguez (+), Silvio G. Rudman (+), Oscar A. Dertycia (+), Fernando A. Batista (obronił Miguel A. Yelpo) |
| 11 grudnia 1988 | Deportivo Español – Deportivo Mandiyú 1:1, karne 3:5 Jorge A. Ortega – Wilmar R. Cabrera Sappa karne: José A. Batista González (+), Sergio A. Zanetti (+), Rafael A. Luongo (+), Jorge A. Ortega (obronił Rubén O. Cousillas) – Alfredo O. Urbina (+), Aníbal S. Marrero Pereyra (+), Daniel O. Leani (+), Wilmar R. Cabrera Sappa (+), César J. Vega Perrone (+) |
| 11 grudnia 1988 | CA Vélez Sarsfield – Talleres Córdoba 1:3 Claudio M. Cabrera – Amadeo R. Gasparini, Emilio N. Commisso, Humberto A. Váttimos (k) |
| 11 grudnia 1988 | River Plate – Rosario Central 3:2 Gerardo M. Reinoso, Julio A. Zamora, Ramón M. Centurión – Silvio R. Andrade, Juan A. Pizzi |
| 11 grudnia 1988 | Armenio Buenos Aires – Estudiantes La Plata 0:3 Rodolfo E. Cardoso, Juan C. Ramírez, David M. Dalla Líbera mecz rozegrany został na stadionie klubu CA Platense |
| 11 grudnia 1988 | Racing Club de Avellaneda – Independiente 2:1 Rubén W. Paz Márquez, Miguel A. Colombatti – Sergio C. Merlini |
| 11 grudnia 1988 | Gimnasia y Esgrima La Plata – CA Platense 1:1, karne 5:6 Sergio O. Saturno – Marcelo F. Espina karne: Carlos J. Odriozola (+), Sergio O. Saturno (+), Guillermo P. Guendulain (+), Washington L. Hernández Granja (+), Luis R. Abdeneve (+), Carlos G. Russo (obronił Manuel E. Serrano), Oscar A. Olivera (obronił Manuel E. Serrano), Eusebio Espínola (obronił Manuel E. Serrano) – Marcelo F. Espina (+), Ariel G. Orellano (+), Néstor A. De Vicente (+), Marcelo D. Marcucci (+), Bernardo R. Villalba Ramírez (+), Norbero S. Callipo (+), Claudio A. Spontón (-), Jorge A. Caballero (-) |
| 11 grudnia 1988 | Newell’s Old Boys – Boca Juniors 1:1, karne 4:5 Darío J. Franco – Enrique O. Hrabina karne: Jorge L. L. Gabrich (+), Jorge R. Pautasso (+), Roberto N. Sensini (+), Juan J. Rossi (+), Jorge W. Theiler (obronił Carlos F. Navarro Montoya) – Walter O. Perazzo Otero (+), Enrique O. Hrabina (+), Alfredo O. Graciani (+), Luis E. Abramovich (+), Humberto D. Gutiérrez (+) |
| 11 grudnia 1988 | Instituto Córdoba – San Lorenzo de Almagro 2:1 Julián E. Infantino, Ariel O. Cozzoni – Darío A. Siviski |
| 11 grudnia 1988 | Ferro Carril Oeste – Racing Córdoba 3:0 José C. Fantaguzzi, Fabián L. Itabel (2) |

### Kolejka 18
| Data            | Mecz |
| --------------- | --- |
| 18 grudnia 1988 | Ferro Carril Oeste – San Martín Tucumán 0:0, karne 4:5 karne: Héctor R. Cúper (+), Héctor D. Miranda (+), Víctor H. Marchesini (+), Gustavo J. Acosta (+), Oscar A. Agonil (obronił Miguel A. Yelpo), Oscar A. Garré (obronił Miguel A. Yelpo), Carlos A. Candia (-) – Jorge O. López (+), Dante R. Unali (+), Rodolfo E. Torres (+), Mario A. Giménez (+), José E. Campos (+), Ricardo L. Troitiño (obronił Fabián O. Cancelarich), Juan C. Daza (-)                                     |
| 18 grudnia 1988 | Racing Córdoba – Instituto Córdoba 0:1 Julián E. Infantino |
| 18 grudnia 1988 | San Lorenzo de Almagro – Newell’s Old Boys 2:0 Darío A. Siviski, Néstor R. Gorosito (k) mecz rozegrany został na stadionie klubu CA Huracán |
| 18 grudnia 1988 | Boca Juniors – Gimnasia y Esgrima La Plata 2:1 Alfredo O. Graciani, Enrique O. Hrabina (k) – Daniel G. Pighín |
| 18 grudnia 1988 | CA Platense – Racing Club de Avellaneda 0:0, karne 6:5 mecz rozegrany został na stadionie klubu River Plate karne: Osvaldo J. Pereyra (+), Marcelo D. Marcucci (+), Ariel E. Boldrini (+), Néstor A. De Vicente (+), Juan A. Sánchez (+), Darío O. Scotto (+) – Néstor A. Fabbri (+), Walter R. Fernández (+), Gustavo A. Costas (+), Ramón I. Medina Bello (+), Carlos I. Olarán (+), Miguel A. Colombatti (obronił Carlos A. Fortunato), Jorge O. Acuña (-)                             |
| 18 grudnia 1988 | Independiente – Armenio Buenos Aires 5:1 Rubén D. Insúa (k), Carlos A. Argüeso s, Carlos A. Alfaro Moreno, Marcelo J. Reggiardo – Lorenzo Frutos |
| 18 grudnia 1988 | Estudiantes La Plata – River Plate 1:1, karne 6:5 Néstor O. Craviotto – Daniel A. Passarella karne: David M. Dalla Líbera (+), Roberto L. Trotta (+), José D. Ponce (+), Alejandro M. Russo (+), Luis C. Suárez (+), Máximo R. Nardoni (+), Juan C. Ramírez (-) – Jorge O. Da Silva Echeverrito (+), Mario E. Bevilaqua (+), Abel E. Balbo (+), Daniel A. Passarella (+), Enrique E. Corti (+), Héctor A. Enrique (obronił Arturo M. Yorno), Fabián A. Basualdo (obronił Arturo M. Yorno) |
| 18 grudnia 1988 | Rosario Central – CA Vélez Sarsfield 1:2 Juan A. Pizzi – Salvador Frega, Claudio M. Cabrera |
| 18 grudnia 1988 | Talleres Córdoba – Deportivo Español 0:1 Jorge A. Ortega |
| 18 grudnia 1988 | Deportivo Mandiyú – Argentinos Juniors 1:2 Aníbal S. Marrero Pereyra – Juan J. González, Oscar A. Dertycia mecz rozegrany został na stadionie klubu Huracán Corrientes |

### Kolejka 19
| Data            | Mecz |
| --------------- | --- |
| 22 grudnia 1988 | San Martín Tucumán – Deportivo Mandiyú 1:0 Antonio Vidal González |
| 22 grudnia 1988 | Argentinos Juniors – Talleres Córdoba 3:0 Silvio G. Rudman, Ramiro Castillo Salinas, Oscar A. Dertycia mecz rozegrany został na stadionie klubu Ferro Carril Oeste |
| 22 grudnia 1988 | Deportivo Español – Rosario Central 1:1, karne 4:3 Germán R. Martelotto – Juan A. Pizzi karne: Sergio A. Zanetti (+), Jorge A. Ortega (+), Rafael A. Luongo (+), Juan C. Segovia (+), José A. Batista González (obronił Alejandro F. Lanari) – Juan A. Pizzi (+), Silvio R. Andrade (+), Osvaldo S. Escudero (+), Edgardo Bauza (-), Juan P. Alfaro (-)                         |
| 22 grudnia 1988 | CA Vélez Sarsfield – Estudiantes La Plata 0:0, karne 5:4 karne: Mario B. Lucca (+), Isidro Sandoval (+), Alejandro V. Giuntini (+), Maximiliano R. Cincunegui (+), José A. Gallego (+), Gerardo M. Rojo (-) – David M. Dalla Líbera (+), Roberto L. Trotta (+), Máximo R. Nardoni (+), Juan C. Ramírez (+), Arturo M. Yorno (obronił Jorge O. Bartero), Néstor O. Craviotto (-) |
| 22 grudnia 1988 | River Plate – Independiente 1:2 Daniel Passarella (k) – Miguel A. Ludueña, Carlos A. Alejandro Moreno |
| 22 grudnia 1988 | Armenio Buenos Aires – CA Platense 0:3 Ariel E. Boldrini, Néstor A. De Vicente (k), Marcelo D. Marcucci mecz rozegrany został na stadionie klubu CA Platense |
| 22 grudnia 1988 | Racing Club de Avellaneda – Boca Juniors 0:1 walkower mecz przerwany w 45 minucie przy stanie 0:0 – po meczu przyznano walkower 0:1 dla Boca Juniors |
| 22 grudnia 1988 | Gimnasia y Esgrima La Plata – San Lorenzo de Almagro 1:0 Luis R. Abdeneve |
| 22 grudnia 1988 | Newell’s Old Boys – Racing Córdoba 3:1 Jorge R. Pautasso, Sergio O. Almirón (2) – Juan R. Comas |
| 22 grudnia 1988 | Instituto Córdoba – Ferro Carril Oeste 1:2 Ariel O. Cozzoni (k) – Víctor H. Marchesini, Carlos A. Candia |

### Tabela Apertura 1988/89
Tabela w połowie sezonu zadecydowała, które kluby argentyńskie wystąpią w Copa Libertadores 1989.
| Poz | Klub                        | Mecze | Zw | Rem | Por | Pkt | BrZd | BrStr |
| --- | --------------------------- | ----- | -- | --- | --- | --- | ---- | ----- |
| 1   | Racing Club de Avellaneda   | 19    | 10 | 6   | 3   | 39  | 28   | 18    |
| 2   | Boca Juniors                | 19    | 10 | 5   | 4   | 39  | 26   | 18    |
| 3   | Independiente               | 19    | 9  | 7   | 3   | 37  | 32   | 19    |
| 4   | Deportivo Español           | 19    | 8  | 9   | 2   | 37  | 21   | 11    |
| 5   | Argentinos Juniors          | 19    | 7  | 9   | 3   | 35  | 31   | 20    |
| 6   | River Plate                 | 19    | 8  | 5   | 6   | 30  | 36   | 26    |
| 7   | Gimnasia y Esgrima La Plata | 19    | 5  | 9   | 5   | 30  | 14   | 15    |
| 8   | San Lorenzo de Almagro      | 19    | 6  | 6   | 7   | 29  | 32   | 26    |
| 9   | Estudiantes La Plata        | 19    | 6  | 8   | 5   | 29  | 20   | 18    |
| 10  | Ferro Carril Oeste          | 19    | 5  | 8   | 6   | 27  | 18   | 19    |
| 11  | CA Platense                 | 19    | 5  | 7   | 7   | 27  | 17   | 20    |
| 12  | San Martín Tucumán          | 19    | 6  | 7   | 6   | 26  | 23   | 24    |
| 13  | Talleres Córdoba            | 19    | 5  | 7   | 7   | 25  | 20   | 25    |
| 14  | Newell’s Old Boys           | 19    | 4  | 9   | 6   | 25  | 15   | 20    |
| 15  | CA Vélez Sarsfield          | 19    | 4  | 7   | 8   | 25  | 22   | 30    |
| 16  | Rosario Central             | 19    | 4  | 8   | 7   | 24  | 25   | 29    |
| 17  | Deportivo Mandiyú           | 19    | 3  | 10  | 6   | 23  | 17   | 23    |
| 18  | Racing Córdoba              | 19    | 5  | 4   | 10  | 22  | 16   | 26    |
| 19  | Armenio Buenos Aires        | 19    | 3  | 7   | 9   | 20  | 15   | 30    |
| 20  | Instituto Córdoba           | 19    | 4  | 6   | 9   | 18  | 18   | 31    |

### Kolejka 20
| Data             | Mecz |
| ---------------- | --- |
| 27 stycznia 1989 | Racing Club de Avellaneda – San Lorenzo de Almagro 0:2 Alfredo O. Rifourcat, Darío A. Siviski mecz rozegrany został na stadionie klubu CA Vélez Sarsfield |
| 28 stycznia 1989 | Instituto Córdoba – San Martín Tucumán 1:2 Ariel O. Cozzoni (k) – Ricardo L. Troitiño, José E. Campos |
| 28 stycznia 1989 | Newell’s Old Boys – Ferro Carril Oeste 2:0 Miguel A. Fullana, Lorenzo O. Sáez |
| 28 stycznia 1989 | Gimnasia y Esgrima La Plata – Racing Córdoba 4:1 Miguel A. Gambier (2, 2k), Mauro G. Airez (2) – Luis A. Amuchástegui |
| 28 stycznia 1989 | Armenio Buenos Aires – Boca Juniors 1:2 Daniel L. Kuchen – Jorge A. Comas, Carlos D. Tapia mecz rozegrany został na stadionie klubu CA Huracán |
| 28 stycznia 1989 | River Plate – CA Platense 0:1 Néstor A. De Vicente (k) |
| 28 stycznia 1989 | CA Vélez Sarsfield – Independiente 0:0, karne 3:4 karne: Diego P. Simeone (+), Alejandro V. Giuntini (+), Salvador Frega (+), Gerardo M. Rojo (-), Mario B. Lucca (obronił Sergio B. Vargas) – Rubén D. Insúa (+), José M. Bianco (+), Sergio C. Merlini (+), Néstor R. Clausen (+), Marcelo J. Reggiardo (obronił Jorge O. Bartero) |
| 28 stycznia 1989 | Deportivo Español – Estudiantes La Plata 0:1 Juan C. Ramírez |
| 28 stycznia 1989 | Argentinos Juniors – Rosario Central 1:0 Oscar A. Dertycia mecz rozegrany został na stadionie klubu Ferro Carril Oeste |
| 28 stycznia 1989 | Deportivo Mandiyú – Talleres Córdoba 1:2 Aníbal S. Marrero Pereyra – Mario A. Ballarino, Alejandro G. Nannini mecz rozegrany został na stadionie klubu Huracán Corrientes |

### Kolejka 21
| Data          | Mecz |
| ------------- | --- |
| 4 lutego 1989 | Racing Córdoba – Racing Club de Avellaneda 1:1, karne 4:1 Luis A. Amuchástegui – Hugo L. Pérez karne: Miguel A. Barrios (+), Daniel E. Ibarra (+), Luis A. Amuchástegui (+), Pascual A. Noriega (+) – Ramón I. Medina Bello (+), Néstor A. Fabbri (obronił Juan J. Bogado Britos), Walter R. Fernández (obronił Juan J. Bogado Britos)                                                                 |
| 5 lutego 1989 | San Martín Tucumán – Talleres Córdoba 1:3 José E. Campos – Antonio Apud, Alejandro G. Nannini, Abel D. Blasón |
| 5 lutego 1989 | Rosario Central – Deportivo Mandiyú 2:1 José A. Pizzi (2) – Ricardo J. Perdomo Moreira |
| 5 lutego 1989 | Estudiantes La Plata – Argentinos Juniors 2:1 Héctor Vargas, Daniel F. Peinado – Juan J. González |
| 5 lutego 1989 | Independiente – Deportivo Español 1:0 Rubén D. Insúa |
| 5 lutego 1989 | CA Platense – CA Vélez Sarsfield 1:0 Claudio A. Spontón |
| 5 lutego 1989 | Boca Juniors – River Plate 0:0, karne 3:4 karne: Enrique O. Hrabina (+), Alfredo O. Graciani (+), Jorge A. Comas (+), Walter O. Perazzo Otero (obronił Ángel D. Comizzo), Ivar G. Stafuzza (obronił Ángel D. Comizzo), José L. Cuciuffo (obronił Ángel D. Comizzo) – Omar A. Palma (+), Julio A. Zamora (+), Daniel A. Passarella (+), Sergio D. Batista (+), Héctor A. Enrique (-), Abel E. Balbo (-) |
| 5 lutego 1989 | San Lorenzo de Almagro – Armenio Buenos Aires 0:0, karne 3:2 mecz rozegrany został na stadionie klubu CA Huracán karne: Osvaldo I. Coloccini (+), Luis R. Villarreal (+), Darío A. Siviski (+), Néstor R. Gorosito (-) – Ricardo G. Gándaras (+), Walter S. Oudoukian (+), Ramón E. Gallardo (-), Jorge R. Sarmiento (-), Sergio S. Maciel (obronił Esteban E. Pogany)                                 |
| 5 lutego 1989 | Ferro Carril Oeste – Gimnasia y Esgrima La Plata 0:1 Carlos J. Odriozola |
| 5 lutego 1989 | Instituto Córdoba – Newell’s Old Boys 1:1, karne 3:4 Ariel O. Cozzoni (k) – Víctor R. Ramos karne: Ariel O. Cozzoni (+), Enrique R. Nieto (+), Ricardo N. Rentera (+), Ricardo D. Kuzemka (obronił Norberto H. Scoponi), Julián E. Infantino (-) – Víctor R. Ramos (+), Jorge R. Pautasso (+), Jorge W. Theiler (+), Adrián B. Taffarel (+), Juan J. Rossi (obronił Benito R. Álvarez)                 |

### Kolejka 22
| Data           | Mecz |
| -------------- | --- |
| 11 lutego 1989 | Talleres Córdoba – Rosario Central 5:5, karne 3:1 Adolfino Cañete Ascurra (2), Alejandro G. Nannini (3, 1k) – Edgardo Bauza (2), Ariel R. Cuffaro Russo, Osvaldo S. Escudero, Juan A. Pizzi |
| 12 lutego 1989 | Newell’s Old Boys – San Martín Tucumán 4:1 Juan J. Rossi, Lorenzo O. Sáez (3) – José H. Noriega                                                                                             |
| 12 lutego 1989 | Gimnasia y Esgrima La Plata – Instituto Córdoba 3:1 Sergio O. Saturno, Mauro G. Airez, Guillermo P. Güendulain – Ariel O. Cozzoni                                                           |
| 12 lutego 1989 | Racing Club de Avellaneda – Ferro Carril Oeste 1:1, karne 4:2 Norberto Ortega Sánchez – Oscar R. Acosta (k)                                                                                 |
| 12 lutego 1989 | Armenio Buenos Aires – Racing Córdoba 1:3 Sergio S. Maciel (k) – Juan R. Comas (2), Luis A. Amuchástegui mecz rozegrany został na stadionie klubu CA Platense                               |
| 12 lutego 1989 | River Plate – San Lorenzo de Almagro 1:0 Gerardo M. Reinoso |
| 12 lutego 1989 | CA Vélez Sarsfield – Boca Juniors 0:2 Alfredo O. Graciani, Carlos D. Tapia |
| 12 lutego 1989 | Deportivo Español – CA Platense 4:0 Walter A. Parodi (2), Esteban F. González, Jorge A. Ortega                                                                                              |
| 12 lutego 1989 | Argentinos Juniors – Independiente 3:0 Oscar A. Dertycia (3) mecz rozegrany został na stadionie klubu Ferro Carril Oeste                                                                    |
| 12 lutego 1989 | Deportivo Mandiyú – Estudiantes La Plata 2:2, karne 3:1 Sergio D. Oddine (2, 1k) – David M. Dalla Líbera (2, 1k) mecz rozegrany został na stadionie klubu Huracán Corrientes                |

### Kolejka 23
| Data           | Mecz |
| -------------- | --- |
| 19 lutego 1989 | San Martín Tucumán – Rosario Central 0:0, karne 1:3 |
| 19 lutego 1989 | Estudiantes La Plata – Talleres Córdoba 0:0, karne 3:2 |
| 19 lutego 1989 | Independiente – Deportivo Mandiyú 4:1 Marcelo J. Reggiardo, Carlos A. Alfaro Moreno (2), Claudio A. Osterrieth – Sergio D. Oddine                             |
| 19 lutego 1989 | CA Platense – Argentinos Juniors 0:2 Silvio G. Rudman, Juan J. González                                                                                       |
| 19 lutego 1989 | Boca Juniors – Deportivo Español 1:0 Jorge A. Comas |
| 19 lutego 1989 | San Lorenzo de Almagro – CA Vélez Sarsfield 3:1 Néstor R. Gorosito (2), Sergio R. Marchi – Salvador Frega mecz rozegrany został na stadionie klubu CA Huracán |
| 19 lutego 1989 | Racing Córdoba – River Plate 0:5 Daniel A. Passarella, Enrique E. Corti, Jorge R. Rinaldi (2), Abel E. Balbo                                                  |
| 19 lutego 1989 | Ferro Carril Oeste – Armenio Buenos Aires 1:1, karne 5:4 Fabián L. Itabel – Walter S. Oudoukián                                                               |
| 19 lutego 1989 | Instituto Córdoba – Racing Club de Avellaneda 1:2 Julián E. Infantino – Ramón I. Medina Bello (2)                                                             |
| 19 lutego 1989 | Newell’s Old Boys – Gimnasia y Esgrima La Plata 0:1 Washington L. Hernández Granja                                                                            |

### Kolejka 24
| Data           | Mecz |
| -------------- | --- |
| 26 lutego 1989 | Gimnasia y Esgrima La Plata – San Martín Tucumán 3:0 Mauro G. Airez, Sergio D. Dopazo (k), Carlos J. Odriozola                                                                                          |
| 26 lutego 1989 | Racing Club de Avellaneda – Newell’s Old Boys 1:2 Ramón I. Medina Bello – Lorenzo O. Sáez (2) |
| 26 lutego 1989 | Armenio Buenos Aires – Instituto Córdoba 1:0 Walter S. Oudoukián mecz rozegrany został na stadionie klubu CA Platense                                                                                   |
| 26 lutego 1989 | River Plate – Ferro Carril Oeste 2:0 Jorge N. Higuaín, Gerardo M. Reinoso |
| 26 lutego 1989 | CA Vélez Sarsfield – Racing Córdoba 1:1, karne 3:2 Adrián A. Bianchi – Juan R. Comas (k) |
| 26 lutego 1989 | Deportivo Español – San Lorenzo de Almagro 0:4 Néstor R. Gorosito (3, 1k), Alberto F. Acosta |
| 26 lutego 1989 | Argentinos Juniors – Boca Juniors 4:3 Sergio N. González, Oscar A. Dertycia (2), Juan J. González – Jorge A. Comas (2), Alfredo O. Graciani mecz rozegrany został na stadionie klubu Ferro Carril Oeste |
| 26 lutego 1989 | Deportivo Mandiyú – CA Platense 3:1 Sergio D. Oddine (k), Ricardo J. Perdomo Moreira, Wilmar R. Cabrera Sappa – Claudio A. Spontón mecz rozegrany został na stadionie klubu Huracán Corrientes          |
| 26 lutego 1989 | Talleres Córdoba – Independiente 1:1, karne 2:4 Mario A. Ballarino – José M. Bianco |
| 26 lutego 1989 | Rosario Central – Estudiantes La Plata 1:4 Juan A. Pizzi – Héctor Vargas, Alejandro M. Russo, Juan C. Ramírez, David M. Dalla Líbera                                                                    |

### Kolejka 25
| Data         | Mecz |
| ------------ | --- |
| 5 marca 1989 | San Martín Tucumán – Estudiantes La Plata 0:1 Rodolfo E. Cardoso                                                                                            |
| 5 marca 1989 | Independiente – Rosario Central 1:2 Rubén D. Insúa – Edgardo Bauza, Hernán E. Díaz                                                                          |
| 5 marca 1989 | CA Platense – Talleres Córdoba 1:0 Marcelo D. Marcucci |
| 5 marca 1989 | Boca Juniors – Deportivo Mandiyú 2:0 Walter O. Perazzo Otero (2)                                                                                            |
| 5 marca 1989 | San Lorenzo de Almagro – Argentinos Juniors 2:1 Ramón A. Bernuncio, Alberto F. Acosta – Juan E. Lezcano mecz rozegrany został na stadionie klubu CA Huracán |
| 5 marca 1989 | Racing Córdoba – Deportivo Español 0:0, karne 4:3 |
| 5 marca 1989 | Ferro Carril Oeste – CA Vélez Sarsfield 1:1, karne 4:3 Oscar R. Acosta – Leonardo A. Rodríguez                                                              |
| 5 marca 1989 | Instituto Córdoba – River Plate 0:0, karne 4:5 |
| 5 marca 1989 | Newell’s Old Boys – Armenio Buenos Aires 2:1 Jorge W. Theiler, Víctor R. Ramos (k) – Sergio S. Maciel (k)                                                   |
| 5 marca 1989 | Gimnasia y Esgrima La Plata – Racing Club de Avellaneda 1:1, karne 4:2 Sergio O. Saturno – Darío N. Decoud                                                  |

### Kolejka 26
| Data          | Mecz |
| ------------- | --- |
| 11 marca 1989 | Rosario Central – CA Platense 3:1 Juan A. Pizzi, Edgardo Bauza, Arturo D. Saravia – Marcelo D. Marcucci                                                           |
| 12 marca 1989 | Racing Club de Avellaneda – San Martín Tucumán 0:0, karne 4:3 |
| 12 marca 1989 | Armenio Buenos Aires – Gimnasia y Esgrima La Plata 0:0, karne 2:3 mecz rozegrany został na stadionie klubu CA Platense                                            |
| 12 marca 1989 | River Plate – Newell’s Old Boys 4:1 Gerardo M. Reinoso, José T. Serrizuela, Omar A. Palma, Jorge O. Da Silva Echeverrito – Lorenzo O. Sáez                        |
| 12 marca 1989 | CA Vélez Sarsfield – Instituto Córdoba 1:0 Maximiliano R. Cincunegui                                                                                              |
| 12 marca 1989 | Deportivo Español – Ferro Carril Oeste 2:1 Marcelo O. Caviglia, Julio C. Gaona (k) – Oscar R. Acosta (k)                                                          |
| 12 marca 1989 | Argentinos Juniors – Racing Córdoba 1:1, karne 5:3 Oscar A. Dertycia – Daniel A. Ergo mecz rozegrany został na stadionie klubu Ferro Carril Oeste                 |
| 12 marca 1989 | Deportivo Mandiyú – San Lorenzo de Almagro 2:1 Daniel O. Leani, José H. Basualdo – Néstor R. Gorosito mecz rozegrany został na stadionie klubu Huracán Corrientes |
| 12 marca 1989 | Talleres Córdoba – Boca Juniors 1:0 José L. Pochettino |
| 12 marca 1989 | Estudiantes La Plata – Independiente 1:1, karne 2:4 David M. Dalla Líbera (k) – Rubén D. Insúa                                                                    |

### Kolejka 27
| Data          | Mecz |
| ------------- | --- |
| 18 marca 1989 | Boca Juniors – Rosario Central 2:1 Carlos D. Tapia (k), Alfredo O. Graciani – Jorge M. Díaz                                                                   |
| 19 marca 1989 | San Martín Tucumán – Independiente 0:3 Carlos A. Alfaro Moreno (3)                                                                                            |
| 19 marca 1989 | CA Platense – Estudiantes La Plata 2:4 Néstor A. De Vicente (2) – José D. Ponce, Carlos P. Mac Allister, Alejandro M. Russo, Gerardo M. González              |
| 19 marca 1989 | San Lorenzo de Almagro – Talleres Córdoba 2:1 Néstor R. Gorosito, Víctor H. Ferreyra – Mario A. Ballarino mecz rozegrany został na stadionie klubu CA Huracán |
| 19 marca 1989 | Racing Córdoba – Deportivo Mandiyú 0:0, karne 1:3 |
| 19 marca 1989 | Ferro Carril Oeste – Argentinos Juniors 0:0, karne 4:3 |
| 19 marca 1989 | Instituto Córdoba – Deportivo Español 2:4 Ariel O. Cozzoni (2, 1k) – Julio C. Gaona, Marcelo O. Caviglia, Sergio A. Zanetti, Mario E. Cariaga                 |
| 19 marca 1989 | Newell’s Old Boys – CA Vélez Sarsfield 1:1, karne 3:4 Lorenzo O. Sáez – Adrián A. Bianchi                                                                     |
| 19 marca 1989 | Gimnasia y Esgrima La Plata – River Plate 0:0, karne 5:4 |
| 19 marca 1989 | Racing Club de Avellaneda – Armenio Buenos Aires 2:2, karne 3:5 Miguel A. Colombatti, Silvano F. Espíndola s – Ricardo L. Mazariche, Walter S. Oudoukian      |

### Kolejka 28
| Data          | Mecz |
| ------------- | --- |
| 25 marca 1989 | Rosario Central – San Lorenzo de Almagro 0:0, karne 3:1 |
| 26 marca 1989 | Armenio Buenos Aires – San Martín Tucumán 2:0 Sergio S. Maciel (k), Walter S. Oudoukián mecz rozegrany został na stadionie klubu CA Platense                             |
| 26 marca 1989 | River Plate – Racing Club de Avellaneda 1:0 Mario E. Bevilaqua |
| 26 marca 1989 | CA Vélez Sarsfield – Gimnasia y Esgrima La Plata 1:0 Leonardo A. Rodríguez                                                                                               |
| 26 marca 1989 | Deportivo Español – Newell’s Old Boys 0:0, karne 4:5 |
| 26 marca 1989 | Argentinos Juniors – Instituto Córdoba 1:3 Fernando A. Batista – Néstor G. Lorenzo s, Ricardo N. Rentera (2) mecz rozegrany został na stadionie klubu Ferro Carril Oeste |
| 26 marca 1989 | Deportivo Mandiyú – Ferro Carril Oeste 0:0, karne 3:1 mecz rozegrany został na stadionie klubu Huracán Corrientes                                                        |
| 26 marca 1989 | Talleres Córdoba – Racing Córdoba 2:1 José L. Pochettino, Amadeo R. Gasparini – Luis A. Amuchástegui                                                                     |
| 26 marca 1989 | Estudiantes La Plata – Boca Juniors 1:2 Néstor O. Craviotto – Rubén J. Agüero s, Alfredo O. Graciani                                                                     |
| 26 marca 1989 | Independiente – CA Platense 3:2 Rogelio W. Delgado Casco, Rubén D. Insúa, Carlos A. Alfaro Moreno – Darío O. Scotto, Ariel E. Boldrini                                   |

### Kolejka 29
| Data            | Mecz |
| --------------- | --- |
| 2 kwietnia 1989 | San Martín Tucumán – CA Platense 2:0 José E. Campos, Antonio Vidal González                                                                                   |
| 2 kwietnia 1989 | Boca Juniors – Independiente 1:2 Walter O. Perazzo Otero – Ricardo E. Bochini, Carlos A. Alfaro Moreno                                                        |
| 2 kwietnia 1989 | San Lorenzo de Almagro – Estudiantes La Plata 3:0 Néstor R. Gorosito, Darío A. Siviski, Alberto F. Acosta mecz rozegrany został na stadionie klubu CA Huracán |
| 2 kwietnia 1989 | Racing Córdoba – Rosario Central 2:0 Juan R. Comas (k), Daniel A. Ergo                                                                                        |
| 2 kwietnia 1989 | Ferro Carril Oeste – Talleres Córdoba 2:3 Gustavo J. Acosta, Oscar R. Acosta (k) – Amadeo R. Gasparini, José L. Pochettino (2)                                |
| 2 kwietnia 1989 | Instituto Córdoba – Deportivo Mandiyú 2:3 Ricardo N. Rentera (2) – Wilmar R. Cabrera Sappa, Ricardo J. Perdomo Moreira, José O. Blanchart                     |
| 2 kwietnia 1989 | Newell’s Old Boys – Argentinos Juniors 0:0, karne 3:2 |
| 2 kwietnia 1989 | Gimnasia y Esgrima La Plata – Deportivo Español 0:1 Marcelo O. Caviglia                                                                                       |
| 2 kwietnia 1989 | Racing Club de Avellaneda – CA Vélez Sarsfield 1:1, karne 3:4 Norberto D. Ortega Sánchez – Diego P. Simeone (k)                                               |
| 2 kwietnia 1989 | Armenio Buenos Aires – River Plate 1:1, karne 4:2 Silvano F. Espíndola – José T. Serrizuela (k) mecz rozegrany został na stadionie klubu CA Vélez Sarsfield   |

### Kolejka 30
| Data             | Mecz |
| ---------------- | --- |
| 9 kwietnia 1989  | Deportivo Mandiyú – Newell’s Old Boys 2:0 Wilmar R. Cabrera Sappa, Sergio D. Oddine (k) mecz rozegrany został na stadionie klubu Huracán Corrientes                           |
| 9 kwietnia 1989  | Talleres Córdoba – Instituto Córdoba 2:1 Antonio Apud, Adolfino Cañete Ascurra – Ariel O. Cozzoni                                                                             |
| 10 kwietnia 1989 | River Plate – San Martín Tucumán 2:1 José T. Serrizuela, Julio A. Zamora – Eusebio J. Roldán                                                                                  |
| 10 kwietnia 1989 | CA Vélez Sarsfield – Armenio Buenos Aires 1:1, karne 3:2 Sergio F. Zárate – Sergio S. Maciel                                                                                  |
| 10 kwietnia 1989 | Deportivo Español – Racing Club de Avellaneda 2:1 Marcelo O. Caviglia, Mario E. Cariaga – Miguel A. Colombatti                                                                |
| 10 kwietnia 1989 | Argentinos Juniors – Gimnasia y Esgrima La Plata 2:1 Carlos A. Ereros, Carlos A. Carrió – Guillermo P. Güendulain mecz rozegrany został na stadionie klubu Ferro Carril Oeste |
| 10 kwietnia 1989 | Rosario Central – Ferro Carril Oeste 1:0 David C. N. Bisconti |
| 10 kwietnia 1989 | Estudiantes La Plata – Racing Córdoba 4:0 David M. Dalla Líbera (2), José D. Ponce, Roberto L. Trotta                                                                         |
| 10 kwietnia 1989 | Independiente – San Lorenzo de Almagro 1:0 Rubén D. Insúa |
| 10 kwietnia 1989 | CA Platense – Boca Juniors 1:1, karne 5:6 Darío O. Scotto – Carlos D. Tapia mecz rozegrany został na stadionie klubu CA Huracán                                               |

### Kolejka 31
| Data             | Mecz |
| ---------------- | --- |
| 16 kwietnia 1989 | San Martín Tucumán – Boca Juniors 0:1 Jorge A. Comas mecz przerwany został w 81 minucie – wynik zachowano                             |
| 16 kwietnia 1989 | Racing Córdoba – Independiente 0:1 Carlos A. Alfaro Moreno                                                                            |
| 16 kwietnia 1989 | Instituto Córdoba – Rosario Central 2:2, karne 5:4 Julián E. Infantino, Ariel O. Cozzoni (k) – Juan A. Pizzi, Osvaldo S. Escudero (k) |
| 16 kwietnia 1989 | Newell’s Old Boys – Talleres Córdoba 0:2 Adolfino Cañete Ascurra, Héctor A. Chazarreta                                                |
| 16 kwietnia 1989 | Gimnasia y Esgrima La Plata – Deportivo Mandiyú 1:1, karne 3:1 Guillermo P. Güendulain – Ricardo J. Perdomo Pereira                   |
| 17 kwietnia 1989 | San Lorenzo de Almagro – CA Platense 0:0, karne 3:1 mecz rozegrany został na stadionie klubu CA Huracán                               |
| 17 kwietnia 1989 | Ferro Carril Oeste – Estudiantes La Plata 2:0 Luis F. Artime, Sergio F. Vázquez                                                       |
| 17 kwietnia 1989 | Racing Club de Avellaneda – Argentinos Juniors 2:0 Norberto D. Ortega Sánchez (k), Walter R. Fernández                                |
| 17 kwietnia 1989 | Armenio Buenos Aires – Deportivo Español 0:2 Rafael A. Luongo, Mario E. Cariaga mecz rozegrany został na stadionie klubu CA Platense  |
| 17 kwietnia 1989 | River Plate – CA Vélez Sarsfield 3:0 Jorge O. Da Silva Echeverrito, Mario E. Bevilaqua, Daniel A. Passarella                          |

### Kolejka 32
| Data             | Mecz |
| ---------------- | --- |
| 23 kwietnia 1989 | CA Vélez Sarsfield – San Martín Tucumán 1:0 Leonardo A. Rodríguez                                                                                                   |
| 23 kwietnia 1989 | Deportivo Español – River Plate 1:1, karne 3:4 Marcelo O. Caviglia – Omar A. Palma (k) mecz rozegrany został na stadionie klubu CA Huracán                          |
| 23 kwietnia 1989 | Argentinos Juniors – Armenio Buenos Aires 5:0 Silvio G. Rudman (3), Oscar A. Dertycia, Jorge O. Gáspari mecz rozegrany został na stadionie klubu Ferro Carril Oeste |
| 23 kwietnia 1989 | Deportivo Mandiyú – Racing Club de Avellaneda 1:1, karne 5:4 José O. Blanchart – Darío N. Decoud mecz rozegrany został na stadionie klubu Huracán Corrientes        |
| 23 kwietnia 1989 | Talleres Córdoba – Gimnasia y Esgrima La Plata 1:0 Mario A. Ballarino                                                                                               |
| 23 kwietnia 1989 | Rosario Central – Newell’s Old Boys 2:1 Ariel R. Cuffaro Russo, Edgardo Bauza – Juan J. Rossi (k)                                                                   |
| 23 kwietnia 1989 | Estudiantes La Plata – Instituto Córdoba 0:1 Ariel O. Cozzoni |
| 23 kwietnia 1989 | Independiente – Ferro Carril Oeste 2:1 Marcelo J. Reggiardo, Rubén D. Insúa – Oscar R. Acosta (k)                                                                   |
| 23 kwietnia 1989 | CA Platense – Racing Córdoba 1:1, karne 2:4 Marcelo F. Espina – José A. Barrella                                                                                    |
| 23 kwietnia 1989 | Boca Juniors – San Lorenzo de Almagro 2:0 Alfredo O. Graciani, Jorge A. Comas                                                                                       |

### Kolejka 33
| Data             | Mecz |
| ---------------- | --- |
| 29 kwietnia 1989 | Instituto Córdoba – Independiente 0:1 Marcelo J. Reggiardo                                                                                              |
| 30 kwietnia 1989 | San Martín Tucumán – San Lorenzo de Almagro 2:3 Jorge O. López (2) – Alberto F. Acosta, Daniel H. Ahmed, Néstor R. Gorosito (k)                         |
| 30 kwietnia 1989 | Racing Córdoba – Boca Juniors 2:1 Juan R. Comas (2) – Jorge A. Comas (k)                                                                                |
| 30 kwietnia 1989 | Ferro Carril Oeste – CA Platense 3:1 Oscar R. Acosta (3, 1k) – Osvaldo J. Pereyra (k)                                                                   |
| 30 kwietnia 1989 | Newell’s Old Boys – Estudiantes La Plata 3:0 Edgardo F. Prátola s, Lorenzo O. Sáez (k), Gerardo D. Martino                                              |
| 30 kwietnia 1989 | Gimnasia y Esgrima La Plata – Rosario Central 0:0, karne 3:4                                                                                            |
| 30 kwietnia 1989 | Racing Club de Avellaneda – Talleres Córdoba 2:1 Norberto D. Ortega Sánchez (2) – Emilio N. Commisso                                                    |
| 30 kwietnia 1989 | Armenio Buenos Aires – Deportivo Mandiyú 0:0, karne 8:7 mecz rozegrany został na stadionie klubu CA Platense                                            |
| 30 kwietnia 1989 | River Plate – Argentinos Juniors 2:2, karne 4:2 Daniel A. Passarella, Ramón M. Centurión – Juan J. González, Carlos A. Ereros                           |
| 30 kwietnia 1989 | CA Vélez Sarsfield – Deportivo Español 2:2, karne 3:5 Alejandro V. Mancuso, Maximiliano R. Cincunegui – Néstor A. Sassone, José A. Batista González (k) |

### Kolejka 34
| Data        | Mecz |
| ----------- | --- |
| 6 maja 1989 | Rosario Central – Racing Club de Avellaneda 2:2, karne 3:4 Silvio R. Andrade, Fernando F. Lanzidei – Marcelo F. Asteggiano, Jorge O. Acuña                    |
| 7 maja 1989 | Deportivo Español – San Martín Tucumán 1:2 Mario E. Cariaga – Alfredo S. Juárez, Jorge O. López                                                               |
| 7 maja 1989 | Argentinos Juniors – CA Vélez Sarsfield 1:1, karne 2:4 Ramiro Castillo Salinas – Sergio F. Zárate mecz rozegrany został na stadionie klubu Ferro Carril Oeste |
| 7 maja 1989 | Deportivo Mandiyú – River Plate 0:0, karne 4:2 mecz rozegrany został na stadionie klubu Huracán Corrientes                                                    |
| 7 maja 1989 | Talleres Córdoba – Armenio Buenos Aires 1:0 Horacio R. Ruiz Díaz                                                                                              |
| 7 maja 1989 | Estudiantes La Plata – Gimnasia y Esgrima La Plata 1:1, karne 0:2 Rodolfo E. Cardoso – Miguel A. Gambier                                                      |
| 7 maja 1989 | Independiente – Newell’s Old Boys 1:0 Carlos A. Alfaro Moreno                                                                                                 |
| 7 maja 1989 | CA Platense – Instituto Córdoba 2:0 Darío O. Scotto (2, 1k)                                                                                                   |
| 7 maja 1989 | Boca Juniors – Ferro Carril Oeste 1:0 Diego F. Latorre |
| 7 maja 1989 | San Lorenzo de Almagro – Racing Córdoba 2:1 Alberto F. Acosta, Darío A. Siviski – Marcelo D. Quiñones mecz rozegrany został na stadionie klubu CA Huracán     |

### Kolejka 35
| Data         | Mecz |
| ------------ | --- |
| 16 maja 1989 | San Martín Tucumán – Racing Córdoba 0:0, karne 5:4                                                                         |
| 16 maja 1989 | Ferro Carril Oeste – San Lorenzo de Almagro 1:1, karne 7:8 Víctor H. Marchesini – Daniel H. Ahmed                          |
| 16 maja 1989 | Instituto Córdoba – Boca Juniors 2:1 Ariel O. Cozzoni (2, 1k) – Jorge A. Comas                                             |
| 16 maja 1989 | Newell’s Old Boys – CA Platense 3:0 Gabriel O. Batistuta (2), Sergio O. Almirón                                            |
| 16 maja 1989 | Gimnasia y Esgrima La Plata – Independiente 0:1 Marcelo J. Reggiardo                                                       |
| 16 maja 1989 | Racing Club de Avellaneda – Estudiantes La Plata 0:2 Rodolfo E. Cardoso, David M. Dalla Líbera                             |
| 16 maja 1989 | Armenio Buenos Aires – Rosario Central 0:1 Edgardo Bauza według RSSSF mecz rozegrany został na stadionie klubu CA Platense |
| 16 maja 1989 | River Plate – Talleres Córdoba 0:1 Amadeo R. Gasparini                                                                     |
| 16 maja 1989 | CA Vélez Sarsfield – Deportivo Mandiyú 0:0, karne 3:2                                                                      |
| 16 maja 1989 | Deportivo Español – Argentinos Juniors 1:0 Marcelo O. Caviglia                                                             |

### Kolejka 36
| Data         | Mecz |
| ------------ | --- |
| 21 maja 1989 | Argentinos Juniors – San Martín Tucumán 0:1 Antonio Vidal González mecz rozegrany został na stadionie klubu Ferro Carril Oeste                                                                   |
| 21 maja 1989 | Deportivo Mandiyú – Deportivo Español 1:2 José O. Blanchart – Jorge A. Ortega, Marcelo O. Caviglia mecz rozegrany został na stadionie klubu Huracán Corrientes                                   |
| 21 maja 1989 | Talleres Córdoba – CA Vélez Sarsfield 0:0, karne 4:5 |
| 21 maja 1989 | Rosario Central – River Plate 1:1, karne 2:4 Juan A. Pizzi – Daniel A. Passarella (k) |
| 21 maja 1989 | Estudiantes La Plata – Armenio Buenos Aires 3:1 David M. Dalla Líbera (k), José D. Ponce, Alejandro M. Russo – Diego de Marco                                                                    |
| 21 maja 1989 | Independiente – Racing Club de Avellaneda 0:0, karne 4:1 |
| 21 maja 1989 | CA Platense – Gimnasia y Esgrima La Plata 2:0 Darío O. Scotto (2) |
| 21 maja 1989 | Boca Juniors – Newell’s Old Boys 6:3 Diego F. Latorre (2), Carlos D. Tapia, Alfredo O. Graciani, Jorge A. Comas, Claudio O. Marangoni – Gabriel O. Batistuta, Juan J. Rossi (k), Víctor R. Ramos |
| 21 maja 1989 | San Lorenzo de Almagro – Instituto Córdoba 2:1 Darío A. Siviski, Alberto F. Acosta – Ariel O. Cozzoni mecz rozegrany został na stadionie klubu CA Huracán                                        |
| 21 maja 1989 | Racing Córdoba – Ferro Carril Oeste 3:2 Julio H. Ceballos (2), Juan R. Comas – José C. Fantaguzzi, Oscar A. Agonil                                                                               |

### Kolejka 37
| Data         | Mecz |
| ------------ | --- |
| 25 maja 1989 | San Martín Tucumán – Ferro Carril Oeste 2:0 Juan C. Daza, Miguel A. Rutar |
| 25 maja 1989 | Instituto Córdoba – Racing Córdoba 2:4 Osvaldo M. Márquez (2) – Juan R. Comas, Julio H. Ceballos, Daniel A. Ergo, Daniel E. Ibarra |
| 25 maja 1989 | Newell’s Old Boys – San Lorenzo de Almagro 4:0 Adrián B. Taffarell, Gabriel O. Batistuta, Víctor R. Ramos (2) |
| 25 maja 1989 | Gimnasia y Esgrima La Plata – Boca Juniors 1:1, karne 2:4 Miguel A. Gambier – Walter O. Perazzo Otero |
| 25 maja 1989 | Racing Club de Avellaneda – CA Platense 1:2 Norberto D. Ortega Sánchez (k) – Marcelo F. Asteggiano s, Ariel E. Boldrini |
| 25 maja 1989 | Armenio Buenos Aires – Independiente 1:2 (0:0) mecz rozegrany został na stadionie klubu Ferro Carril Oeste Widzowie: 23 412 Sędzia: Vigliano Bramki: 1:0 Lorenzo Frutos 50, 1:1 Rubén D. Insúa 75, 1:2 Pedro F. Massacessi 81 Club Deportivo Armenio: Sarmiento – Gándaras, Gardarián, Kuchen, J.A.Villarreal – Pitasi, Gallardo, J.Godoy (M.Oviedo), Ubeda (Wensel) – De Marco, Lorenzo Frutos. Trener: Subcomisión de Fútbol CA Independiente: E.Pereira – Clausen, P.Monzón (Pedro F. Massacessi), Delgado, G.Ríos – Bianco, M.A.Ludueńa, Rubén D. Insúa, Bochini – Reggiardo, Alfaro Moreno. Trener: Jorge R. Solari |
| 25 maja 1989 | River Plate – Estudiantes La Plata 2:0 Ramón M. Centurión (2) |
| 25 maja 1989 | CA Vélez Sarsfield – Ferro Carril Oeste 2:0 Maximiliano R. Cincunegui, Adrián A. Paz |
| 25 maja 1989 | Deportivo Español – Talleres Córdoba 1:2 Julio C. Gaona – Carlos J. Bustos, Adolfino Cañete Ascurra (k) |
| 25 maja 1989 | Argentinos Juniors – Deportivo Mandiyú 0:0, karne 12:13 mecz rozegrany został na stadionie klubu CA Huracán |

### Kolejka 38
| Data         | Mecz |
| ------------ | --- |
| 28 maja 1989 | Deportivo Mandiyú – San Martín Tucumán 0:1 Antonio Vidal González mecz rozegrany został na stadionie klubu Huracán Corrientes                                                   |
| 28 maja 1989 | Talleres Córdoba – Argentinos Juniors 0:0, karne 10:9 |
| 28 maja 1989 | Rosario Central – Deportivo Español 1:1, karne 1:4 Adelqui M. Cornaglia – Rafael A. Luongo                                                                                      |
| 28 maja 1989 | Estudiantes La Plata – CA Vélez Sarsfield 7:1 David M. Dalla Líbera, Héctor Vargas (2), José D. Ponce (2, 1k), Máximo R. Nardoni, Roberto L. Trotta – Maximiliano R. Cincunegui |
| 28 maja 1989 | Independiente – River Plate 1:0 Marcelo J. Reggiardo |
| 28 maja 1989 | CA Platense – Armenio Buenos Aires 1:1, karne 3:2 Ariel E. Boldrini – Miguel A. Oviedo                                                                                          |
| 28 maja 1989 | Boca Juniors – Racing Club de Avellaneda 1:1, karne 4:3 Jorge A. Comas – Ramón I. Medina Bello                                                                                  |
| 28 maja 1989 | San Lorenzo de Almagro – Gimnasia y Esgrima La Plata 1:0 Néstor R. Gorosito mecz rozegrany został na stadionie klubu CA Huracán                                                 |
| 28 maja 1989 | Racing Córdoba – Newell’s Old Boys 1:0 Julio H. Ceballos |
| 28 maja 1989 | Ferro Carril Oeste – Instituto Córdoba 2:0 Oscar R. Acosta, Luis F. Artime |

### Końcowa tabela sezonu 1988/89
| Poz | Klub                        | Mecze | Zw | Rem | Por | Pkt | BrZd | BrStr |
| --- | --------------------------- | ----- | -- | --- | --- | --- | ---- | ----- |
| 1   | Independiente               | 38    | 22 | 11  | 5   | 84  | 58   | 32    |
| 2   | Boca Juniors                | 38    | 20 | 9   | 9   | 76  | 56   | 38    |
| 3   | Deportivo Español           | 38    | 16 | 14  | 8   | 68  | 45   | 31    |
| 4   | River Plate                 | 38    | 16 | 13  | 9   | 67  | 61   | 36    |
| 5   | San Lorenzo de Almagro      | 38    | 16 | 10  | 12  | 66  | 58   | 44    |
| 6   | Talleres Córdoba            | 38    | 16 | 12  | 10  | 65  | 48   | 43    |
| 7   | Argentinos Juniors          | 38    | 13 | 16  | 9   | 61  | 55   | 39    |
| 8   | Estudiantes La Plata        | 38    | 15 | 12  | 11  | 61  | 53   | 41    |
| 9   | Racing Club de Avellaneda   | 38    | 13 | 16  | 9   | 59  | 47   | 41    |
| 10  | Gimnasia y Esgrima La Plata | 38    | 10 | 16  | 12  | 57  | 31   | 30    |
| 11  | CA Vélez Sarsfield          | 38    | 8  | 17  | 13  | 53  | 37   | 54    |
| 12  | Newell’s Old Boys           | 38    | 11 | 13  | 14  | 51  | 42   | 44    |
| 13  | Rosario Central             | 38    | 10 | 16  | 12  | 51  | 49   | 55    |
| 14  | Deportivo Mandiyú           | 38    | 7  | 19  | 12  | 51  | 35   | 44    |
| 15  | CA Platense                 | 38    | 11 | 11  | 16  | 50  | 36   | 51    |
| 16  | Racing Córdoba              | 38    | 11 | 11  | 16  | 50  | 38   | 54    |
| 17  | San Martín Tucumán          | 38    | 12 | 10  | 16  | 46  | 38   | 49    |
| 18  | Ferro Carril Oeste          | 38    | 8  | 14  | 16  | 45  | 35   | 43    |
| 19  | Armenio Buenos Aires        | 38    | 5  | 15  | 18  | 37  | 29   | 57    |
| 20  | Instituto Córdoba           | 38    | 7  | 9   | 22  | 31  | 38   | 65    |

- CA Platense zakwalifikował się do turnieju Liguilla Pre-Libertadores jako zwycięzca turnieju Liguilla Clasificación w sezonie1987/88
- Independiente jako mistrz Argentyny zapewnił sobie udział w Copa Libertadores 1990
- Zwycięzcy turniejów Liguilla Pre-Libertadores i Liguilla Clasificación mieli zmierzyć się o prawo udziału w Copa Libertadores 1990

### Klasyfikacja strzelców bramek 1988/89
| Gole | Piłkarz         | Klub                   |
| ---- | --------------- | ---------------------- |
| 20   | Oscar Dertycia  | Argentinos Juniors     |
| 20   | Néstor Gorosito | San Lorenzo de Almagro |
| 19   | Juan Comas      | Racing Córdoba         |
| 18   | Ariel Cozzoni   | Instituto Córdoba      |
| 15   | Alberto Acosta  | San Lorenzo de Almagro |
| 15   | Jorge Comas     | Boca Juniors           |

## Tabela spadkowa 1988/1989
| Poz | Klub                        | 1986/87 pkt/m | 1987/88 pkt/m | 1988/89 pkt/m | Razem pkt/mecze | Średnia |
| --- | --------------------------- | ------------- | ------------- | ------------- | --------------- | ------- |
| 1   | Independiente               | 47/38         | 37/38         | 55/38         | 139/114         | 1.219   |
| 2   | Newell’s Old Boys           | 48/38         | 55/38         | 33/38         | 136/114         | 1.193   |
| 3   | San Lorenzo de Almagro      | 44/38         | 49/38         | 42/38         | 135/114         | 1.184   |
| 4   | Racing Club de Avellaneda   | 44/38         | 48/38         | 40/38         | 132/114         | 1.158   |
| 5   | Boca Juniors                | 46/38         | 35/38         | 49/38         | 130/114         | 1.140   |
| 6   | River Plate                 | 39/38         | 46/38         | 45/38         | 130/114         | 1.140   |
| 7   | Rosario Central             | 49/38         | 40/38         | 34/38         | 123/114         | 1.079   |
| 8   | Deportivo Español           | 36/38         | 40/38         | 46/38         | 122/114         | 1.070   |
| 9   | Gimnasia y Esgrima La Plata | 37/38         | 43/38         | 36/38         | 116/114         | 1.018   |
| 10  | CA Vélez Sarsfield          | 41/38         | 41/38         | 33/38         | 115/114         | 1.009   |
| 11  | Estudiantes La Plata        | 37/38         | 32/38         | 42/38         | 111/114         | 0.974   |
| 12  | Argentinos Juniors          | 28/38         | 40/38         | 42/38         | 110/114         | 0.965   |
| 13  | Talleres Córdoba            | 38/38         | 27/38         | 44/38         | 109/114         | 0.956   |
| 14  | Ferro Carril Oeste          | 44/38         | 33/38         | 30/38         | 107/114         | 0.939   |
| 15  | Deportivo Mandiyú           | 0/0           | 0/0           | 33/38         | 33/38           | 0.868   |
| 16  | CA Platense                 | 27/38         | 38/38         | 33/38         | 98/114          | 0.860   |
| 17  | Instituto cBA               | 41/38         | 33/38         | 23/38         | 97/114          | 0.851   |
| 18  | Racing Córdoba              | 33/38         | 31/38         | 33/38         | 97/114          | 0.851   |
| 19  | San Martín Tucumán          | 0/0           | 0/0           | 32/38         | 32/38           | 0.842   |
| 20  | Armenio Buenos Aires        | 0/0           | 34/38         | 25/38         | 59/76           | 0.776   |

## Liguilla Pre Libertadores 1988/1989

### 1/4 finału
| Data           | Mecz |
| -------------- | --- |
| 3 czerwca 1989 | Chaco For Ever Resistencia – Boca Juniors 0:1 Stafuza                                                                                          |
| 4 czerwca 1989 | Argentinos Juniors – River Plate 2:0 Dertycia, Ereros mecz rozegrany został na stadionie klubu Vélez Sarsfield                                 |
| 4 czerwca 1989 | CA Platense – Deportivo Español 0:0 |
| 4 czerwca 1989 | Talleres Córdoba – San Lorenzo de Almagro 0:2 Ahmed, Ferreyra                                                                                  |
| 7 czerwca 1989 | Boca Juniors – Chaco For Ever Resistencia 2:1 Latorre(2) – Fernández Awans: Boca Juniors                                                       |
| 7 czerwca 1989 | Deportivo Español – CA Platense 1:3 Correa – De Vicente, Espina, Spontón Awans: CA Platense                                                    |
| 7 czerwca 1989 | River Plate – Argentinos Juniors 1:0 Centurión Awans: Argentinos Juniors                                                                       |
| 7 czerwca 1989 | San Lorenzo de Almagro – Talleres Córdoba 1:1 Zacarías – Cańete mecz rozegrany został na stadionie klubu Huracán Awans: San Lorenzo de Almagro |

### 1/2 finału
| Data            | Mecz |
| --------------- | --- |
| 11 czerwca 1989 | Boca Juniors – CA Platense 1:1 Graciani – Boldrini |
| 11 czerwca 1989 | San Lorenzo de Almagro – Argentinos Juniors 1:0 Gorosito mecz rozegrany został na stadionie klubu Huracán |
| 14 czerwca 1989 | Argentinos Juniors – San Lorenzo de Almagro 1:3 Cáceres – Gorosito, Acosta(2) mecz rozegrany został na stadionie klubu Ferro Carril Oeste Awans: San Lorenzo de Almagro                                                           |
| 14 czerwca 1989 | CA Platense – Boca Juniors 1:1 Platense 1-1 De Vicente – Latorre mecz rozegrany został na stadionie klubu CA Vélez Sarsfield Awans: Boca Juniors (zadecydowało miejsce w tabeli – 2 miejsce Boca Juniors, 15 miejsce CA Platense) |

### Finał
| Data            | Mecz |
| --------------- | --- |
| 16 czerwca 1989 | Boca Juniors – San Lorenzo de Almagro 1:1 Graciani – Gorosito                                                           |
| 22 czerwca 1989 | San Lorenzo de Almagro – Boca Juniors 4:0 Gorosito, Acosta(2), Siviski mecz rozegrany został na stadionie klubu Huracán |

San Lorenzo de Almagro uzyskał prawo gry o awans do Copa Libertadores 1990 ze zwycięzcą turnieju Liguilla Clasificación.

## Liguilla Clasificación 1988/1989

### Pierwsza runda
| Data            | Mecz |
| --------------- | --- |
| 3 czerwca 1989  | Racing Córdoba – Gimnasia y Esgrima La Plata 0:0 |
| 4 czerwca 1989  | Deportivo Mandiyú – CA Vélez Sarsfield 1:1 Blanchart – Simeone mecz rozegrany został na stadionie Huracán                                                                            |
| 4 czerwca 1989  | Estudiantes La Plata – Instituto Córdoba 0:0 |
| 4 czerwca 1989  | Racing Club de Avellaneda – Ferro Carril Oeste 0:1 Agonil |
| 11 czerwca 1989 | Rosario Central – Newell’s Old Boys 1:1 Escudero – Martino mecz rozegrany został na stadionie klubu Vélez Sarsfield                                                                  |
| 7 czerwca 1989  | Ferro Carril Oeste – Racing Club de Avellaneda 0:0 Awans: Ferro Carril Oeste |
| 7 czerwca 1989  | Gimnasia y Esgrima La Plata – Racing Córdoba 2:0 Airez, Güendulain Awans: Gimnasia y Esgrima La Plata                                                                                |
| 7 czerwca 1989  | Instituto Córdoba – Estudiantes La Plata 1:0 Giovagnoli Awans: Instituto Córdoba |
| 7 czerwca 1989  | CA Vélez Sarsfield – Deportivo Mandiyú 0:3 Blanchart(2), Leani Awans: Deportivo Mandiyú                                                                                              |
| 13 czerwca 1989 | Newell’s Old Boys – Rosario Central 5:3 Taffarel(2), Batistuta(2), Ramos – Llop s, Pizzi, Bauza mecz rozegrany został na stadionie klubu Ferro Carril Oeste Awans: Newell’s Old Boys |

### Druga runda
| Data            | Mecz |
| --------------- | --- |
| 11 czerwca 1989 | Chaco For Ever Resistencia – River Plate 1:5 Sosa – Batista, Bevilaqua, Borrelli(2), Beltramo                                                                              |
| 11 czerwca 1989 | Ferro Carril Oeste – Gimnasia y Esgrima La Plata 1:4 Marchesini – Airez(2), Gambier(2)                                                                                     |
| 11 czerwca 1989 | Talleres Córdoba – Instituto Córdoba 2:1 Pochettino, Commiso – Giovagnoli                                                                                                  |
| 18 czerwca 1989 | Deportivo Mandiyú – Newell’s Old Boys 2:1 Attadía, L.Ramos – Batistuta mecz rozegrany został na stadionie klubu Huracán                                                    |
| 14 czerwca 1989 | Gimnasia y Esgrima La Plata – Ferro Carril Oeste 0:1 Marchesini Awans: Gimnasia y Esgrima La Plata                                                                         |
| 14 czerwca 1989 | Instituto Córdoba – Talleres Córdoba 1:3 Cozzoni – Cańete(2), Pochettino Awans: Talleres Córdoba                                                                           |
| 14 czerwca 1989 | River Plate – Chaco For Ever Resistencia 1:1 Zamora – Di Marco Awans: River Plate                                                                                          |
| 21 czerwca 1989 | Newell’s Old Boys – Deportivo Mandiyú 2:1 V.Ramos(2) – Leani Awans: Newell’s Old Boys (Newell’s Old Boys – 12 miejsce w tabeli, a Deportivo Mandiyú – 14 miejsce w tabeli) |

### Trzecia runda
| Data            | Mecz |
| --------------- | --- |
| 18 czerwca 1989 | Deportivo Español – CA Platense 0:0 |
| 18 czerwca 1989 | Gimnasia y Esgrima La Plata – Argentinos Juniors 1:1 Ayrez – Dertycia |
| 25 czerwca 1989 | Newell’s Old Boys – Talleres Córdoba 0:0 |
| 22 czerwca 1989 | Argentinos Juniors – Gimnasia y Esgrima La Plata 4:1 Trapasso, Rudman, Castillo(2) – Guendulain mecz rozegrany został na stadionie klubu Ferro Carril Oeste Awans: Argentinos Juniors |
| 22 czerwca 1989 | CA Platense – Deportivo Español 1:4 Boldrini – Gaona, González(2), Ortega Awans: Deportivo Español                                                                                    |
| 28 czerwca 1989 | Talleres Córdoba – Newell’s Old Boys 0:1 Taffarel mecz rozegrany został na stadionie klubu Racing Córdoba Awans: Newell’s Old Boys                                                    |

### Czwarta runda
| Data         | Mecz |
| ------------ | --- |
| 2 lipca 1989 | Argentinos Juniors – River Plate 0:1 Centurión mecz rozegrany został na stadionie klubu Vélez Sarsfield |
| 2 lipca 1989 | Newell’s Old Boys – Deportivo Español 0:1 Caviglia                                                      |
| 5 lipca 1989 | Deportivo Español – Newell’s Old Boys 0:0 Awans: Deportivo Español                                      |
| 5 lipca 1989 | River Plate – Argentinos Juniors 4:0 Passarella, Centurión(2), Zamora Awans: River Plate                |

### Piąta runda
| Data          | Mecz |
| ------------- | --- |
| 12 lipca 1989 | River Plate – Deportivo Español 1:0 Gordillo                                                                           |
| 16 lipca 1989 | Deportivo Español – River Plate 0:1 Zamora mecz rozegrany został na stadionie klubu Vélez Sarsfield Awans: River Plate |

### Finał
| Data          | Mecz |
| ------------- | --- |
| 19 lipca 1989 | River Plate – Boca Juniors 0:0 |
| 24 lipca 1989 | Boca Juniors – River Plate 0:0 |
| 27 lipca 1989 | Boca Juniors – River Plate 1:2 Marangoni – Serrizuela, Centurión mecz rozegrany został na stadionie at CA Vélez Sarsfield Awans: River Plate |

## Copa Libertadores 1990
Zwycięzca turnieju Liguilla Clasificación (River Plate) zmierzył się ze zwycięzcą turnieju Liguilla Pre Libertadores (San Lorenzo de Almagro), a nagrodą była kwalifikacja do Copa Libertadores 1990.
| Data                 | Mecz                                                                                                |
| -------------------- | --------------------------------------------------------------------------------------------------- |
| 27 września 1989     | San Lorenzo de Almagro – River Plate 0:1 Batistuta mecz rozegrany został na stadionie klubu Huracán |
| 31 października 1989 | River Plate – San Lorenzo de Almagro 0:0                                                            |

Obok mistrz Argentyny Independiente awans do Copa Libertadores 1990 uzyskał klub River Plate.